# 富士見ファンタジア文庫
富士見ファンタジア文庫（ふじみファンタジアぶんこ）は、株式会社KADOKAWAが発行するライトノベルの文庫レーベル。1988年11月、富士見書房（初代）より創刊した後、1991年に角川書店（富士見事業部）、2005年に富士見書房（2代）が引き継ぎ、2013年10月より現在の体制になる。通称は「ファンタジア文庫」。

## 概要
1988年1月に創刊されたドラゴンマガジンを母艦誌としたレーベルであるが、本レーベルの創刊は同年の11月に行われた。レーベル創刊時のラインナップは『灼熱の竜騎兵（レッドホット・ドラグーン）』（田中芳樹）、『風の大陸』（竹河聖）、『ペ天使たち』（富田祐弘）、『爆裂お嬢 シンディー・スー』（寺田憲史）、『不死朝伝奇ZEQU』（武上純希）、『ジェラルディン・サーガ』（松枝蔵人）の6シリーズ6冊による同時刊行から成り、この6作をもって本レーベルの創刊作品とみなす。なお慣例としては、刊行ラインナップの表記において先頭に記された田中芳樹の『灼熱の竜騎兵（レッドホット・ドラグーン）〈PART1〉惑星ザイオンの風』を創刊時の第1作・第1冊として数える。
現在では電撃文庫・角川スニーカー文庫と並ぶ、ライトノベルのメジャーレーベルである。
1989年よりファンタジア大賞（旧・ファンタジア長編小説大賞）を主催しており、2008年には新規にネクスト ファンタジア大賞を立ち上げている。受賞作品はこのレーベルから発売。このアワードより第1回準入賞作の神坂一の『スレイヤーズ!』を始めとしたヒット作が出ている。受賞作はドラゴンマガジンにて長期連載化されることも多く、ドラゴンブランドの漫画雑誌での漫画化やアニメ化された作品も多くある。また、本編たる長編とドラマガ連載のものを集めた短編集との2列構成となる作品も多い。2014年6月より『ファンタジアBeyond』が開設され、そこでの連載作品の文庫化もされている。ファンタジアBeyondが廃止されると、カクヨムの公式のファンタジア文庫アカウントが役割を引き継いだ。
2013年から2019年まで毎年10月に『ファンタジア文庫大感謝祭（2013年のみ『ファンタジア文庫25周年祭』）』が東京・ベルサール秋葉原で開催されていた。レーベル単独のイベントは2019年で事実上休止し、2021年3月6日から4月11日までの間、KADOKAWAの他レーベルと合同で「KADOKAWA ライトノベルEXPO2020」がオンラインで開催されている

## 内容・ジャンル
中高生を中心とした10代を意識して作られたレーベルで、当初から沢山のファンタジー世界を舞台にした小説を出す。しかし創刊時よりファンタジーに限らず、その他の世界を舞台にした本も多数出版していて、平成10年頃まではSFと二大潮流にあった。メディアミックスや企画の恩恵を受ける形で数々の人気作が生まれてゆくが、平成半ばになると学園を舞台にした作品が、より世界観を把握しやすくなる設定として取り入れられ、ヒットの基盤となって広く浸透していく。平成末期からはWeb小説がフォーカスされ、レーベルを支えていた。レーベルをひと口に語ることは難しいが、いつの時代も若い読者に受け入れられるように創意工夫で鎬を削っている。
以前はシェアード・ワールド化の一環の小説も扱っていたが、2010年頃に富士見ドラゴンブックがこの傾向を引き継いで、現在は展開されていない。

## 装丁・デザイン
創刊以後、長らく表紙を太字ゴシック体の題字・挿絵を左下に配置するデザインで基本的に統一していたが、2000年には題字部分を、2005年頃より表紙デザインを自由化する。
2008年8月の新刊からは背表紙のデザインも変更され、ファミ通文庫やHJ文庫で採用されている「シリーズ番号」を導入した。同時にレーベルロゴが現在のものに刷新され、『ファンタジア文庫』が通称となる。なお、それ以前においての各巻の番号分類は、前述の『灼熱の竜騎兵（レッドホット・ドラグーン）〈PART1〉惑星ザイオンの風』を「1-1」として以降《前番号 - 後番号》という表記による「シリーズ毎の分類番号」を用いていた。この分類番号には現在採用されている「シリーズ番号」における「著者分類」（あ-1）に相当する部分が存在せず、シリーズの初出・分類順に「シリーズとしての番号」を振られてこれを前番号とし、後番号はシリーズの何巻目に当たるかを意味する。
旧来の（表紙デザイン自由化の前の）作品を除けば、表紙にイラストレーターの表記は長らく未掲載だったが、2013年5月から掲載されるようになった。ただし、2013年4月以前から刊行されているシリーズは引き続き未掲載のままである。
電撃文庫・角川スニーカー文庫と共に角川系列のレーベルであり、1990年代後期から2008年まで在庫管理のため、背表紙に二次元コードを設けていたが、現在は廃止している。
1990年代後期から既刊にはピンク色の帯に「夢、大爆走」としたキャッチコピーを用いていたが、2000年代中期からは「入魂」にリニューアルされた。ただし、現在既刊に統一された帯・キャッチコピーは付属していない。

## 作品一覧
- 黒はWeb投稿（小説投稿サイト）発の作品、青はゲームが原案となっている作品、緑はシェアード・ワールド関連、黄色は漫画原作の小説、赤はその他のメディアミックス。
- 同一のシリーズでありながら、短編集や外伝、続編でタイトルが異なる場合、基本的に最初のシリーズ作品タイトルの下へ記述している。
- いわゆる打ち切り作品も続刊がないとして全○巻の表記をする。事情は個別の作品項を参照。
- 全1巻と単巻との違いは、初めからシリーズの巻数を記載していたが続刊が望めない作品をここでは全1巻としている。ただし、外伝や続編などで、本編以外に単巻が刊行された作品についてはそれについて記した上で「1巻」と書き加えている。
- ★は角川つばさ文庫で発売している作品。

### あ行
| タイトル | 著者                                                | イラスト                                               | 巻数             |
| --- | --------------------------------------------------- | ------------------------------------------------------ | ---------------- |
| ARMORED CORE -FORT TOWER SONG-                                                                                     | 和智正喜 監修・協力：フロム・ソフトウェア、後藤広幸 | えびね                                                 | 単巻             |
| アーマード・マーメイド                                                                                             | 風見周                                              | 雅                                                     | 全2巻            |
| Re:バカは世界を救えるか?                                                                                           | 柳実冬貴                                            | 一葉モカ                                               | 全5巻            |
| アーヴィン英雄伝                                                                                                   | 北沢慶 原案：安田均                                 | 堤利一郎                                               | 全4巻            |
| ICE | 平野靖士                                            | 玲衣                                                   | 単巻             |
| 愛と哀しみのエスパーマン                                                                                           | 秋田禎信                                            | 渡真仁                                                 | 単巻             |
| アイドル防衛隊ハミングバード                                                                                       | 吉岡平                                              | 柳沢まさひで                                           | 全2巻            |
| アイドルマスター XENOGLOSSIA 〜絆〜                                                                                | 涼風涼 原作：矢立肇                                 | Ein                                                    | 単巻             |
| 蒼井葉留の正しい日本語                                                                                             | 竹岡葉月                                            | タケオカミホ                                           | 全2巻            |
| 青く澄んでいく、この恋も未来も                                                                                     | 高瀬ユウヤ                                          | 放電映像                                               | 単巻             |
| 抗いし者たちの系譜                                                                                                 | 三浦良                                              | KIRIN                                                  | 全4巻            |
| アサシンズプライド                                                                                                 | 天城ケイ                                            | ニノモトニノ                                           | 既刊13巻         |
| アサシンズプライドSecret Garden                                                                                    | 天城ケイ                                            | ニノモトニノ                                           | 既刊2巻          |
| あなたを救いに未来から来たと言うヒロインは三人目ですけど?                                                          | 氷純                                                | うらたあさお                                           | 単巻             |
| AVION | 富永浩史                                            | 鷲鷹ゆりひさ                                           | 全2巻            |
| アビスゲート | 神坂一                                              | 芳住和之                                               | 全3巻            |
| 甘えてくる年上教官に養ってもらうのはやり過ぎですか?                                                                | 神里大和                                            | 小林ちさと                                             | 全4巻            |
| 甘城ブリリアントパーク                                                                                             | 賀東招二                                            | なかじまゆか                                           | 既刊8巻          |
| 甘城ブリリアントパーク メープルサモナー                                                                            | 八奈川景晶                                          | なかじまゆか                                           | 全3巻            |
| あめーじんぐ・はいすくーる                                                                                         | 長野聖樹                                            | 芦俊                                                   | 全3巻            |
| アリアンロッド・サガ                                                                                               | 矢野俊策、F.E.A.R.                                  | 佐々木あかね                                           | 全3巻            |
| アリストテレスの幻想偽典                                                                                           | 永菜葉一                                            | 能都くるみ                                             | 全2巻            |
| アルドナの翼 | 横手美智子                                          | いのまたむつみ                                         | 全2巻            |
| 暗黒騎士を脱がさないで                                                                                             | 木村心一                                            | 有葉                                                   | 全5巻            |
| アンジュ・ガルディアン                                                                                             | 年見悟                                              | 椋本夏夜                                               | 全2巻            |
| EME BLACK | 瀧川武司                                            | 尾崎弘宜                                               | 全3巻            |
| EME BLUE | 瀧川武司                                            | 尾崎弘宜                                               | 全2巻            |
| EME RED | 瀧川武司                                            | 尾崎弘宜                                               | 全9巻            |
| 雷の娘シェクティ                                                                                                   | 嵩峰龍二                                            | 末弥純                                                 | 全7巻            |
| 異形三国志 | 高千穂遙                                            | 美樹本晴彦                                             | 全5巻            |
| 戦鬼 -イクサオニ-                                                                                                  | 川口士                                              | 一之瀬綾子                                             | 単巻             |
| イグニッション・ブラッド                                                                                           | 亜逸                                                | ゆらん                                                 | 全3巻            |
| 異国迷路のクロワーゼ                                                                                               | 萩原麻理 原作：武田日向                             | いとうまりこ                                           | 単巻             |
| 十六夜聖域 | 水城正太郎                                          | ニリツ                                                 | 全1巻            |
| 異世界チートサバイバル飯 食べて、強くなって、また食べる                                                            | 赤石赫々                                            | 東西                                                   | 全5巻            |
| 異世界でチート能力（）を手にした俺は、現実世界をも無双する 〜レベルアップは人生を変えた〜                          | 美紅                                                | 桑島黎音                                               | 既刊18巻         |
| 異世界でチート能力（）を手にした俺は、現実世界をも無双する ガールズサイド 〜華麗なる乙女たちの冒険は世界を変えた〜 | 琴平稜 原案・監修：美紅                             | 桑島黎音                                               | 既刊5巻          |
| 異世界の聖機師物語                                                                                                 | 和田篤志 原作：梶島正樹                             | エナミカツミ                                           | 単巻             |
| 異世界無双の戦術竜騎士                                                                                             | 山田有                                              | にんげん                                               | 全3巻            |
| ISON -イソン- | 一乃勢まや                                          | 宮沢波宏                                               | 全2巻            |
| 一億年ボタンを連打した俺は、気付いたら最強になっていた 〜落第剣士の学院無双〜                                      | 月島秀一                                            | もきゅ                                                 | 既刊10巻         |
| イチから始める最強勇者育成                                                                                         | 琴平稜                                              | れい亜                                                 | 全3巻            |
| I=P -いちゃぱに-                                                                                                   | 春日秋人                                            | ひなた睦月                                             | 単巻             |
| いつか天魔の黒ウサギ                                                                                               | 鏡貴也                                              | 榎宮祐                                                 | 全13巻           |
| いつか天魔の黒ウサギ 紅月光の生徒会室                                                                              | 鏡貴也                                              | 榎宮祐                                                 | 全5巻            |
| イヅナさんと! | 高瀬ユウヤ                                          | 八島タカヒロ                                           | 全3巻            |
| いづれ神話の放課後戦争（）                                                                                         | なめこ印                                            | よう太                                                 | 全10巻           |
| 今すぐ辞めたいアルスマギカ                                                                                         | 氷高悠                                              | 菊池政治                                               | 単巻             |
| 妹が女騎士学園に入学したらなぜか救国の英雄になりました。ぼくが。                                                   | ラマンおいどん                                      | なたーしゃ                                             | 既刊6巻          |
| いもうとコンプレックス! ―IC―                                                                                       | 稲葉洋樹                                            | 代官山ゑびす                                           | 全3巻            |
| 陰キャラな俺とイチャつきたいってマジかよ……                                                                         | 佐倉唄                                              | 桝石きのと                                             | 既刊3巻          |
| VS-ヴァーサス- | 麻生俊平                                            | 硝音あや                                               | 全5巻            |
| Varofess -ヴァロフェス-                                                                                            | 和田賢一                                            | 人丸                                                   | 全2巻            |
| ヴァンパイア特捜隊（）                                                                                             | 樋口明雄                                            | 神崎将臣                                               | 全4巻            |
| ハイスクール重機動作戦                                                                                             | 樋口明雄                                            | 神崎将臣                                               | 全4巻            |
| 爆風カーニバル | 樋口明雄                                            | 神崎将臣                                               | 全4巻            |
| ハート・オン・ファイア                                                                                             | 樋口明雄                                            | 神崎将臣                                               | 全4巻            |
| Wind -a breath of heart-                                                                                           | 枯野瑛                                              | 結城辰也                                               | 単巻             |
| うしろの席のぎゃるに好かれてしまった。―もう俺はダメかもしれない。―                                                 | 陸奥こはる                                          | 緋月ひぐれ                                             | 全3巻            |
| 嘘の上で天使は何冊マンガを読めるか?                                                                                | ひびき遊                                            | あらいぐま                                             | 全2巻            |
| ウチの彼女が中二で困ってます。                                                                                     | 日の原裕光                                          | 有子瑶一                                               | 全2巻            |
| 宇宙一の無責任男シリーズ                                                                                           | 吉岡平                                              | 都築和彦                                               | 全9巻            |
| 宇宙一の無責任男シリーズ 外伝                                                                                      | 吉岡平                                              | 都築和彦                                               | 全5巻            |
| 無責任キッズ | 吉岡平                                              | 平田智浩                                               | 全5巻            |
| 無責任カルテット                                                                                                   | 吉岡平                                              | 平田智浩                                               | 全5巻            |
| 無責任三国志 | 吉岡平                                              | 平田智浩                                               | 全10巻           |
| 無責任黙示録 | 吉岡平                                              | 平田智浩                                               | 全5巻            |
| 無責任三銃士 | 吉岡平                                              | 平田智浩                                               | 全2巻            |
| 宇宙豪快ダイザッパー                                                                                               | とまとあき、塚本裕美子                              | 伊藤明弘                                               | 全2巻            |
| ウロボロス・サイクロン                                                                                             | 友野詳                                              | 石田ヒロユキ                                           | 全1巻            |
| 英知学園のアンダーハート                                                                                           | 根岸和哉                                            | Hisasi                                                 | 全2巻            |
| A君(17)の戦争 | 豪屋大介                                            | 伊東岳彦（1-6巻表紙）、玲衣（本文挿絵・7-9巻・新装版） | 全9巻            |
| エーベルージュ 魔法を信じるかい？                                                                                  | イタバシマサヒロ                                    | 北爪宏幸                                               | 単巻             |
| エクウス | 吉岡平                                              | 高田明美                                               | 全2巻            |
| 冠絶の姫王（）と召喚騎士                                                                                           | 宮沢周                                              | Current Storage                                        | 全3巻            |
| SMガールズ セイバーマリオネットJ                                                                                   | あかほりさとる                                      | ことぶきつかさ                                         | 全12巻           |
| S級ギルドを追放されたけど、実は俺だけドラゴンの言葉がわかるので、気付いたときには竜騎士の頂点を極めてました。      | 三木なずな                                          | 白狼                                                   | 既刊3巻          |
| L 詐欺師フラットランドのおそらくは華麗なる伝説                                                                     | 坂照鉄平                                            | 水城葵（1-2巻）、水谷悠珠（3-4巻）                     | 全4巻            |
| エルネミアの棺 異相界の凶獣                                                                                        | 対馬正治                                            | 幡池裕行、小河原亮                                     | 単巻             |
| エレメント・マスター                                                                                               | 弐宮環                                              | 森井しづき                                             | 全3巻            |
| エレメント・マスターEnt'ract                                                                                       | 弐宮環                                              | 森井しづき                                             | 単巻             |
| エンジェル・ハウリング                                                                                             | 秋田禎信                                            | 椎名優                                                 | 全10巻           |
| オーク英雄物語 忖度列伝                                                                                            | 理不尽な孫の手                                      | 朝凪                                                   | 既刊6巻          |
| 黄金の鹿の闘騎士                                                                                                   | 南房秀久                                            | 沢田一                                                 | 単巻             |
| 王様のプロポーズ                                                                                                   | 橘公司                                              | つなこ                                                 | 既刊7巻          |
| おおコウスケよ、えらべないとはなさけない!                                                                          | 竹岡葉月                                            | 奥村ひのき                                             | 全2巻            |
| O/A 〜ラジオ(゜∀゜)から生まれたアイドル!?〜                                                                        | 根岸和哉 原作：渡会けいじ                           | 渡会けいじ                                             | 単巻             |
| オー・ドロボー! | 岬かつみ                                            | れい亜                                                 | 全2巻            |
| 幼馴染だった妻と高二の夏にタイムリープした。17歳の妻がやっぱりかわいい。                                           | kattern                                             | にゅむ                                                 | 単巻             |
| 幼馴染の妹の家庭教師をはじめたら                                                                                   | すかいふぁーむ                                      | 葛坊煽                                                 | 全4巻            |
| オタク荘の腐ってやがるお嬢様たち                                                                                   | 長岡マキ子                                          | 森山しじみ                                             | 全2巻            |
| 織田信奈の野望 全国版                                                                                              | 春日みかげ                                          | みやま零                                               | 全22巻 外伝1巻   |
| 織田信奈の野望 安土日記                                                                                            | 春日みかげ                                          | みやま零                                               | 全3巻            |
| 織田信奈の野望 全国版 天と地と姫と                                                                                 | 春日みかげ                                          | 深井涼介                                               | 全5巻            |
| 織田信奈の学園 | 春日みかげ                                          | みやま零                                               | 単巻             |
| 落ちこぼれの竜殺し                                                                                                 | 橘ぱん                                              | 呉マサヒロ                                             | 全4巻            |
| オッド・アイ | 星野亮                                              | 藤田香                                                 | 全1巻            |
| お隣さんと始める節約生活。                                                                                         | くろい                                              | U35                                                    | 既刊2巻          |
| お前ら、おひとり様の俺のこと好きすぎだろ。                                                                         | 凪木エコ                                            | あゆま紗由                                             | 全4巻            |
| おまえをオタクにしてやるから、俺をリア充にしてくれ!                                                                | 村上凛                                              | あなぽん                                               | 全15巻           |
| おまえをオタクにしてやるから、俺をリア充にしてくれ! 小豆エンド                                                     | 村上凛                                              | あなぽん                                               | 単巻             |
| おまもりひまり | みかづき紅月 原作：的良みらん                       | 的良みらん                                             | 全4巻            |
| オラが村ぁ平和 -パラダイス・メーカー-                                                                              | 八街歩                                              | Cuvie                                                  | 単巻             |
| 俺が好きなのは妹だけど妹じゃない                                                                                   | 恵比須清司                                          | ぎん太郎                                               | 全11巻 短編集2巻 |
| 俺だけデイリーミッションがあるダンジョン生活                                                                       | ムサシノ・F・エナガ                                 | 天野英                                                 | 既刊2巻          |
| 俺と彼女が下僕で奴隷で主従契約                                                                                     | なめこ印                                            | よう太                                                 | 全5巻            |
| オレと彼女の萌えよペン                                                                                             | 村上凛                                              | 秋奈つかこ                                             | 全5巻            |
| オレと彼女の萌えよペン 増刊号                                                                                      | 村上凛                                              | 秋奈つかこ                                             | 単巻             |
| 俺のお嫁さん、変態かもしれない                                                                                     | くろい                                              | あゆま紗由                                             | 既刊2巻          |
| 俺の足には鰓がある                                                                                                 | 富永浩史                                            | あさりよしとお                                         | 単巻             |
| 俺の妹を世界一の魔砲神姫にする方法                                                                                 | 進藤尚典                                            | 市倉                                                   | 単巻             |
| 俺の彼女は飼主様、妹はご主人様                                                                                     | マナベスグル                                        | Bou                                                    | 全2巻            |
| 俺の召喚獣、死んでる                                                                                               | 楽山                                                | 深遊                                                   | 既刊1巻          |
| 俺の青春を生け贄に、彼女の前髪をオープン                                                                           | 凪木エコ                                            | すし*                                                  | 全3巻            |
| オレのラブコメヒロインは、パンツがはけない。                                                                       | 佐倉唄                                              | 三輪フタバ                                             | 全3巻            |
| 女の子に夢を見てはいけません!                                                                                      | 恵比須清司                                          | こうぐちもと                                           | 全2巻            |
| Only Sense Online -オンリーセンス・オンライン-                                                                     | アロハ座長                                          | ゆきさん（1-18巻）、mmu（19-23巻）                     | 既刊23巻         |
| Only Sense Online -オンリーセンス・オンライン- 白銀の女神                                                          | アロハ座長                                          | ゆきさん                                               | 全3巻            |

### か行
| タイトル                                                                        | 著者                                             | イラスト                            | 巻数     |
| ------------------------------------------------------------------------------- | ------------------------------------------------ | ----------------------------------- | -------- |
| 戒書封殺記                                                                      | 十月ユウ                                         | 藤丘ようこ                          | 全4巻    |
| 海賊船ガルフストリーム                                                          | なつみどり                                       | 米田仁士                            | 単巻     |
| 顔さえよければいい教室                                                          | 三河ごーすと                                     | necomi                              | 既刊2巻  |
| カオス レギオン                                                                 | 冲方丁                                           | 結賀さとる                          | 全7巻    |
| 鍵開けキリエと封緘師（）                                                        | 池田朝佳                                         | さんば挿                            | 全3巻    |
| かくて滅びた幻想楽園                                                            | 手島史詞                                         | GAN                                 | 全2巻    |
| 隠れ魔王の覇道誓界                                                              | 秋芳草太                                         | 狐印                                | 全2巻    |
| かしこみっ!                                                                     | 尼野ゆたか                                       | bb                                  | 全2巻    |
| 影執事マルクシリーズ                                                            | 手島史詞                                         | COMTA                               | 全10巻   |
| 風の聖痕                                                                        | 山門敬弘                                         | 納都花丸                            | 全6巻    |
| 風の聖痕 Ignition                                                               | 山門敬弘                                         | 納都花丸                            | 全6巻    |
| 風の大陸                                                                        | 竹河聖                                           | いのまたむつみ                      | 全28巻   |
| 風の大陸 外伝                                                                   | 竹河聖                                           | いのまたむつみ                      | 全3巻    |
| 風の大陸 氷の島                                                                 | 竹河聖                                           | 若菜等+Ki                           | 全3巻    |
| 風の大陸 月光にさまようもの                                                     | 竹河聖                                           | いのまたむつみ                      | 単巻     |
| ガチャにゆだねる異世界廃人生活                                                  | 時野洋輔                                         | 紅緒                                | 全2巻    |
| 神々に育てられしもの、最強となる                                                | 羽田遼亮                                         | fame                                | 既刊5巻  |
| 神々の砂漠 風の白猿神（）                                                       | 滝川羊                                           | いのまたむつみ                      | 単巻     |
| カナクのキセキ                                                                  | 上総朋大                                         | さらちよみ                          | 全5巻    |
| 神喰のエクスマキナ                                                              | 草薙アキ                                         | CH@R                                | 全2巻    |
| 神さまのいない日曜日                                                            | 入江君人                                         | 茨乃                                | 全9巻    |
| 噛みつけ! アンノちゃん。                                                        | 小林がる                                         | アカバネ                            | 全1巻    |
| 仮面のメイドガイ メイド革命Ver.                                                 | 花凰神也 原作：赤衣丸歩郎                        | いちば仔牛                          | 単巻     |
| 仮面のメイドガイ インカ帝国の逆襲Ver.                                           | 長野聖樹 原作：赤衣丸歩郎                        | いちば仔牛                          | 単巻     |
| 空手バカ異世界                                                                  | 輝井永澄                                         | bun150                              | 既刊2巻  |
| 天翔虎（）の軍師                                                                | 上総朋大                                         | 庄名泉石                            | 全6巻    |
| 艦隊これくしょん -艦これ- 鶴翼の絆                                              | 内田弘樹 原作・監修：「艦これ」運営鎮守府        | 魔太郎                              | 全6巻    |
| 消えちゃえばいいのに                                                            | 和智正喜                                         | 東条さかな                          | 単巻     |
| 神の盾レギオン                                                                  | 六道慧                                           | 鈴木雅久                            | 全5巻    |
| 機械じかけの神々                                                                | 五代ゆう                                         | ゆうくりっど                        | 上下巻   |
| 期間限定いもうと。                                                              | 長岡マキ子                                       | Anmi                                | 全2巻    |
| 機甲兵団 J-PHOENIX                                                              | 唯野条太郎 原作：タカラ 原案：JCスタッフ、石野聡 | いずみべる                          | 単巻     |
| 疑似人間メルティア                                                              | 対馬正治                                         | 小河原亮                            | 全5巻    |
| 気象精霊記                                                                      | 清水文化                                         | 七瀬葵                              | 全8巻    |
| 気象精霊記 ぷらくてぃか                                                         | 清水文化                                         | 七瀬葵                              | 全5巻    |
| 貴族令嬢。俺にだけなつく                                                        | 夏乃実                                           | GreeN                               | 既刊5巻  |
| 機動警察パトレイバー                                                            | 伊藤和典（1巻）、横手美智子（2-5巻）             | 高田明美、佐山善則                  | 全5巻    |
| 機動警察パトレイバー TOKYO WAR                                                  | 押井守                                           | 末弥純                              | 上下巻   |
| 究極蛮人ダンジョーV                                                             | 秋津透                                           | こばやしひよこ                      | 全3巻    |
| キミが誘う境界線                                                                | 八街歩                                           | ぺたんこさいど                      | 全3巻    |
| キミと僕の最後の戦場、あるいは世界が始まる聖戦                                  | 細音啓                                           | 猫鍋蒼                              | 既刊16巻 |
| キミと僕の最後の戦場、あるいは世界が始まる聖戦 Secret File                      | 細音啓                                           | 猫鍋蒼                              | 既刊3巻  |
| 君の居た昨日、僕の見る明日                                                      | 榊一郎                                           | 狐印                                | 全5巻    |
| ギャラクシーエンジェル                                                          | 水野良 原作：ブロッコリー                        | 重戦車工房                          | 全1巻    |
| ギャラクシーエンジェルEX                                                        | 水野良、柘植めぐみ 原作：ブロッコリー            | 重戦車工房                          | 単巻     |
| 京四郎と永遠の空 -前奏曲-                                                       | 植竹須美男                                       | 介錯                                | 単巻     |
| 響空のエレメントバレット                                                        | 尼野ゆたか                                       | せんむ                              | 全2巻    |
| ギルティブラック&レッド                                                         | 小林がる                                         | 有坂あこ                            | 全2巻    |
| 殺×愛 -きるらぶ-                                                                | 風見周                                           | G・むにょ                           | 全8巻    |
| 金属スライムを倒しまくった俺が【黒鋼の王】と呼ばれるまで                        | 温泉カピバラ                                     | 山椒魚                              | 既刊3巻  |
| 銀月のソルトレージュ                                                            | 枯野瑛                                           | 得能正太郎                          | 全5巻    |
| 銀の河のガーディアン                                                            | 三浦良                                           | 久世                                | 全3巻    |
| 銀の十字架とドラキュリア                                                        | 十月ユウ                                         | 八坂ミナト                          | 全5巻    |
| クインテット・ファンタズム                                                      | 東出祐一郎                                       | ワダアルコ                          | 全2巻    |
| 食前絶後!!（くうぜんぜつご）                                                    | ろくごまるに                                     | 九月姫                              | 単巻     |
| 空戦魔導士候補生の教官                                                          | 諸星悠                                           | 甘味みきひろ                        | 全14巻   |
| 狗牙絶ちの劔 -刀と鞘の物語-                                                     | 舞阪洸                                           | うなじ                              | 全5巻    |
| グールが世界を救ったことを私だけが知っている                                    | 下等妙人                                         | 米白粕                              | 既刊1巻  |
| クジラのソラ                                                                    | 瀬尾つかさ                                       | 菊池政治                            | 全4巻    |
| クラスのプライド高めなお嬢様。家では俺のメイド                                  | 波瀾紡                                           | うなさか                            | 既刊1巻  |
| 鞍馬天狗草紙                                                                    | 成田良美                                         | 山本ヤマト                          | 全2巻    |
| グランダイバーズ                                                                | 青田竜幸                                         | 蓮見桃衣                            | 全3巻    |
| グランクレスト・アデプト                                                        | 夏希のたね 監修:水野良                           | 春日歩                              | 単巻     |
| グランクレスト戦記                                                              | 水野良                                           | 深遊                                | 全10巻   |
| グランブルーファンタジー メンバーズフェイト                                     | 築地俊彦 原作：Cygames                           | Cygames                             | 全2巻    |
| 狗狼伝承                                                                        | 新城カズマ                                       | 介錯                                | 全7巻    |
| クレギオン                                                                      | 野尻抱介                                         | 弘司                                | 全7巻    |
| 紅のトリニティ                                                                  | 椎名蓮月                                         | 水月悠                              | 全5巻    |
| 黒乙女-シュヴァルツ・メイデン-                                                  | 玖野暮弥                                         | 上田キク                            | 単巻     |
| 黒の夜刀神（）                                                                  | 手島史詞                                         | 飯田のぎ                            | 全3巻    |
| クロスカディア                                                                  | 神坂一                                           | 谷口ヨシタカ                        | 全6巻    |
| クロノクルセイド                                                                | 富永浩史 原作：森山大輔                          | 宮沢波宏                            | 単巻     |
| 黒鎖姫のフローリカ                                                              | 坂照鉄平                                         | 鍋島テツヒロ                        | 単巻     |
| Chrome Closed Chronicle -クロム・クローズド・クロニクル-                        | 日下弘文                                         | 黒銀                                | 全3巻    |
| グロリアスハーツ                                                                | 淡路帆希                                         | 文倉十                              | 全2巻    |
| 軍オタが魔法世界に転生したら、現代兵器で軍隊ハーレムを作っちゃいました!?        | 明鏡シスイ                                       | 硯                                  | 全12巻   |
| ゲーマーズ!                                                                     | 葵せきな                                         | 仙人掌                              | 全12巻   |
| ゲーマーズ! DLC                                                                 | 葵せきな                                         | 仙人掌                              | 全3巻    |
| 経験済みなキミと、経験ゼロなオレが、お付き合いする話。                          | 長岡マキ子                                       | magako                              | 全10巻   |
| 経験済みなキミと、経験ゼロなオレが、お付き合いする話。短編集 青春回想録         | 長岡マキ子                                       | magako                              | 単巻     |
| 激突カンフーファイター                                                          | 清水良英                                         | しろー大野                          | 単巻     |
| 月蝕紀列伝                                                                      | 南房秀久                                         | 沢田一（1-2巻）、井上純弌（3-10巻） | 全10巻   |
| 月蝕紀列伝 氷剣悲歌                                                             | 南房秀久                                         | 井上純弌                            | 単巻     |
| 限界超えの天賦（）は、転生者にしか扱えない －オーバーリミット・スキルホルダー－ | 三上康明                                         | 大槍葦人                            | 既刊2巻  |
| 剣をつぐもの                                                                    | 北沢慶                                           | bob                                 | 全4巻    |
| 剣帝の女難創世記                                                                | 稲葉洋樹                                         | あゆや                              | 全3巻    |
| 鋼殻のレギオス★                                                                 | 雨木シュウスケ                                   | 深遊                                | 全25巻   |
| 聖戦のレギオス                                                                  | 雨木シュウスケ                                   | 深遊                                | 全3巻    |
| レジェンド・オブ・レギオス                                                      | 雨木シュウスケ                                   | 深遊                                | 全3巻    |
| 鋼鉄の虹                                                                        | 水無神知宏、甲斐甲賀                             | 伊藤明弘                            | 全2巻    |
| 紅牙のルビーウルフ                                                              | 淡路帆希                                         | 椎名優                              | 全7巻    |
| 紅牙のルビーウルフTinytales                                                     | 淡路帆希                                         | 椎名優                              | 全1巻    |
| 攻撃天使                                                                        | 高瀬ユウヤ                                       | 森田柚花                            | 全6巻    |
| 攻撃天使+                                                                       | 高瀬ユウヤ                                       | 森田柚花                            | 単巻     |
| 皇国のフロイライン                                                              | 河端ジュン一                                     | 遙華ナツキ                          | 全2巻    |
| 公女殿下の家庭教師                                                              | 七野りく                                         | cura                                | 既刊18巻 |
| KO世紀ビースト三獣士                                                            | あかほりさとる                                   | 桐嶋たける                          | 全2巻    |
| 虹竜娘子                                                                        | 松下寿治                                         | 騎崎サブゼロ                        | 単巻     |
| 甲竜伝説ヴィルガスト                                                            | あかほりさとる                                   | 西島克彦                            | 全2巻    |
| ゴールドラッシュ・オブ・ザ・デッド                                              | 永菜葉一                                         | 獅子猿                              | 単巻     |
| 孤高の暗殺者は、王女を拾い育てる                                                | 亜逸                                             | マシマサキ                          | 既刊1巻  |
| ご愁傷さま二ノ宮くん                                                            | 鈴木大輔                                         | 高苗京鈴                            | 全10巻   |
| おあいにくさま二ノ宮くん                                                        | 鈴木大輔                                         | 高苗京鈴                            | 全7巻    |
| 国家魔導最終兵器少女アーク・ロウ                                                | ツカサ                                           | ゆーげん                            | 全2巻    |
| GOD W(｀・ω・´)RLD ―ごっど・わーるど―                                           | 吉村夜                                           | 早川ハルイ                          | 全2巻    |
| 琥珀の心臓                                                                      | 瀬尾つかさ                                       | 唯々月たすく                        | 単巻     |
| ご落胤王子は異世界を楽しむと決めた!                                             | るう                                             | オウカ                              | 全4巻    |
| ご覧の勇者の提供でお送りします                                                  | 田口仙年堂                                       | しらび                              | 全2巻    |
| これが魔法使いの切り札                                                          | 羊太郎                                           | 三嶋くろね                          | 既刊4巻  |
| これはゾンビですか?                                                             | 木村心一                                         | こぶいち、むりりん                  | 全18巻   |
| 金色の文字使い（） -勇者四人に巻き込まれたユニークチート-                       | 十本スイ                                         | すまき俊悟                          | 全13巻   |
| 金色の文字使い（） 外伝 -ユニークチートの異世界探訪記-                          | 十本スイ                                         | すまき俊悟                          | 全3巻    |
| 金色の文字使い（） 野望の軌跡編 紅蓮の幻夢使い                                  | 十本スイ                                         | すまき俊悟                          | 単巻     |
| 混沌の大地                                                                      | 清松みゆき                                       | 狭霧光明                            | 全4巻    |
| コンビニ強盗から助けた地味店員が、同じクラスのうぶで可愛いギャルだった          | あボーン                                         | なかむら                            | 全3巻    |
| コンプリート・ノービス                                                          | 田尾典丈                                         | 籠目                                | 全5巻    |

### さ行
| タイトル                                                                                | 著者                                  | イラスト                                                          | 巻数               |
| --------------------------------------------------------------------------------------- | ------------------------------------- | ----------------------------------------------------------------- | ------------------ |
| サーラの冒険                                                                            | 山本弘                                | 幻超二                                                            | 全6巻              |
| 最強不敗の神剣使い                                                                      | 羽田遼亮                              | えいひ                                                            | 既刊3巻            |
| 最近、妹のようすがちょっとおかしいんだが。                                              | みかづき紅月 原作：松沢まり           | 松沢まり                                                          | 単巻               |
| 最強奴隷商の烙印魔術と美少女堕とし                                                      | 初美陽一                              | kakao                                                             | 全3巻              |
| 再生のパラダイムシフト                                                                  | 武葉コウ                              | ntny                                                              | 全6巻              |
| 電脳都市OEDO808（）                                                                     | 遠藤明範                              | 川尻善昭、浜崎博嗣                                                | 全3巻              |
| 災厄戦線のオーバーロード                                                                | 日暮晶                                | しらび                                                            | 全3巻              |
| S.I.R.E.N.                                                                              | 細音啓                                | 蒼崎律                                                            | 全5巻              |
| サイレントメビウス                                                                      | 重馬敬、辻壮一 原作・監修：麻宮騎亜   | 麻宮騎亜                                                          | 全4巻              |
| サイレント・ラヴァーズ                                                                  | 吉村夜                                | 結賀さとる                                                        | 全4巻              |
| 冴えない彼女の育てかた                                                                  | 丸戸史明                              | 深崎暮人                                                          | 全13巻             |
| 冴えない彼女の育てかたFD                                                                | 丸戸史明                              | 深崎暮人                                                          | 全2巻              |
| 冴えない彼女の育てかた Girls Side                                                       | 丸戸史明                              | 深崎暮人                                                          | 全3巻              |
| 咲き誇る戦花巫女                                                                        | 宮沢周                                | にの子                                                            | 単巻               |
| サクラ大戦                                                                              | あかほりさとる                        | 奥田万つ里                                                        | 全4巻              |
| サクラ大戦 巴里前夜                                                                     | あかほりさとる                        | 越知信次（1-2巻）、亀井幹太（1巻のみ）                            | 全2巻              |
| サクラ大戦 轟華絢爛                                                                     | 川崎ヒロユキ                          | 菅沼栄治                                                          | 全2巻              |
| サクラ大戦 太正恋歌                                                                     | 川崎ヒロユキ                          | 菅沼栄治                                                          | 全2巻              |
| サクラ大戦 活動写真                                                                     | 川崎ヒロユキ                          | 齋藤卓也、松原秀典、Production I.G                                | 単巻               |
| ザ・サード                                                                              | 星野亮                                | 後藤なお（1-10巻・短編集1-6巻）、きみしま青（11-12巻・短編集7巻） | 全12巻 短編集7巻   |
| ザ・サード0（）                                                                         | 星野亮                                | 後藤なお                                                          | 単巻               |
| サベージファングお嬢様 史上最強の傭兵は史上最凶の暴虐令嬢となって二度目の世界を無双する | 赤石赫々                              | かやはら                                                          | 既刊2巻            |
| さまよう神姫の剣使徒                                                                    | すえばしけん                          | H2SO4                                                             | 全2巻              |
| さよなら異世界、またきて明日                                                            | 風見鶏                                | にもし                                                            | 既刊2巻            |
| ザンヤルマの剣士                                                                        | 麻生俊平                              | 弘司                                                              | 全9巻              |
| ザンヤルマの剣士イレギュラーズ                                                          | 麻生俊平                              | 弘司                                                              | 単巻               |
| 死神とチョコレート・パフェ                                                              | 花凰神也                              | 夜野みるら                                                        | 全3巻              |
| シークレット・ハニー                                                                    | 深見真                                | しゅがすく                                                        | 全2巻              |
| ジェスターズ・ギャラクシー                                                              | 新城カズマ                            | 純珪一（1巻）、おもて空良（2-4巻）                                | 全4巻              |
| ジェラルディン・サーガ                                                                  | 松枝蔵人                              | 麻宮騎亜                                                          | 全1巻              |
| ジオメトリック・シェイパー                                                              | 紙谷龍生                              | 篁龍士                                                            | 全2巻              |
| しけたい〜日本史で試験対策委員会〜                                                      | 壱乗寺かるた                          | なつめえり                                                        | 単巻               |
| 史上最強の大魔王、村人Aに転生する                                                       | 下等妙人                              | 水野早桜                                                          | 全10巻             |
| 史上最強の大魔王、村人Aに転生する異伝                                                   | 下等妙人                              | 水野早桜                                                          | 単巻               |
| 自炊男子と女子高生                                                                      | 茜ジュン                              | あるみっく                                                        | 単巻               |
| 死線世界の追放者                                                                        | ミズノアユム                          | カスカベアキラ                                                    | 全2巻              |
| じつは義妹（）でした。〜最近できた義理の弟の距離感がやたら近いわけ〜                    | 白井ムク                              | 千種みのり                                                        | 既刊8巻            |
| 実は同じ職場にあなたを好きな人がいます                                                  | 波瀾紡                                | jonsun                                                            | 単巻               |
| SH@PPLE -しゃっぷる-                                                                    | 竹岡葉月                              | よう太                                                            | 全9巻              |
| ジャッジメント・ワールド                                                                | 青田竜幸                              | 大峰ショウコ                                                      | 全5巻              |
| 銃と魔法                                                                                | 川崎康宏                              | 草なぎ琢仁                                                        | 全2巻              |
| GENEZ                                                                                   | 深見真                                | mebae                                                             | 全8巻              |
| 12月のベロニカ                                                                          | 貴子潤一郎                            | ともぞ                                                            | 単巻               |
| 少女と血と勇者先生と                                                                    | 蒼木いつろ                            | POKImari                                                          | 単巻               |
| 四獣伝説 遥かなる波濤（）の呼び声                                                       | 五代ゆう                              | 箕輪豊                                                            | 上中下巻           |
| 七人の武器屋                                                                            | 大楽絢太                              | 今野隼史                                                          | 全9巻              |
| SHADOW SKILL APOCRYPHA -影技- 外典                                                      | 富永浩史 原作：岡田芽武               | 岡田芽武                                                          | 全2巻              |
| シャドウラン・ノベル First Run 漆黒の戦鬼                                               | 江川晃                                | 士貴智志                                                          | 単巻               |
| 週に一度クラスメイトを買う話                                                            | 羽田宇佐                              | U35                                                               | 既刊5巻            |
| 修理屋さん家の破壊神                                                                    | 朱門優                                | まろ                                                              | 単巻               |
| 召喚教師リアルバウトハイスクール                                                        | 雑賀礼史                              | いのうえ空                                                        | 全19巻             |
| 召喚教師リアルバウトハイスクール EX                                                     | 雑賀礼史                              | いのうえ空                                                        | 全5巻              |
| 召喚教師リアルバウトハイスクール アーリー・デイズ                                       | 雑賀礼史                              | いのうえ空                                                        | 全3巻              |
| 召喚士マリア                                                                            | 北沢慶 原案：安田均                   | 四季童子                                                          | 全6巻              |
| 召喚士マリアな日々                                                                      | 北沢慶 原案：安田均                   | 四季童子                                                          | 全4巻              |
| 杖術師夢幻帳                                                                            | 昆飛雄                                | 針玉ヒロキ                                                        | 単巻               |
| シリウスシリーズ                                                                        | 南田操                                | 美樹本晴彦                                                        | 全4巻              |
| 司令官レオンの覇道                                                                      | 築地俊彦                              | 風瑛なづき                                                        | 単巻               |
| 心空管レトロアクタ                                                                      | 羽根川牧人                            | 片倉真二                                                          | 全2巻              |
| 真・三国志妹                                                                            | 春日みかげ                            | をん                                                              | 既刊5巻            |
| 神洲天魔鏡                                                                              | 舞阪洸                                | 兼処敬士                                                          | 全5巻              |
| 新世の学園戦区                                                                          | 来生直紀                              | 三嶋くろね                                                        | 全2巻              |
| 神聖のレジスタ                                                                          | 北山大詩                              | 尾崎弘宜                                                          | 全4巻              |
| 神仙酒コンチェルト                                                                      | 字野耕平                              | 有田満弘                                                          | 単巻               |
| 神装都市の無刃聖機士                                                                    | 小山タケル                            | artumph                                                           | 全3巻              |
| 真・天地無用!魎皇鬼                                                                     | 黒田洋介、梶島正樹                    | 梶島正樹                                                          | 全3巻              |
| 真・天地無用!魎皇鬼外伝 天地無用!GXP                                                    | 梶島正樹（全巻）、白根秀樹（1巻のみ） | 梶島正樹                                                          | 既刊17巻           |
| 新米錬金術師の店舗経営                                                                  | いつきみずほ                          | ふーみ                                                            | 既刊7巻            |
| スカイ・ワールド                                                                        | 瀬尾つかさ                            | 武藤此史                                                          | 全11巻             |
| SCAR/EDGE                                                                               | 三田誠                                | 植田亮                                                            | 全4巻              |
| 好きすぎるから彼女以上の、妹として愛してください。                                      | 滝沢慧                                | 平つくね                                                          | 全5巻              |
| スクラップド・プリンセス                                                                | 榊一郎                                | 安曇雪伸                                                          | 全13巻             |
| スクラップド・プリンセス サプリメント                                                   | 榊一郎                                | 安曇雪伸                                                          | 全5巻              |
| 進め! 双角小隊                                                                          | 川崎康宏                              | るりあ046                                                         | 全2巻              |
| ステラ・レジーナ☆ 女の子、拾いますか? YES/NO                                            | 長谷川菜穂子                          | 石川まどか                                                        | 単巻               |
| ストレイト・ジャケット                                                                  | 榊一郎                                | 藤城陽                                                            | 全11巻             |
| ストレイト・ジャケット フラグメント                                                     | 榊一郎                                | 藤城陽                                                            | 全3巻              |
| スプライトシュピーゲル                                                                  | 冲方丁                                | はいむらきよたか                                                  | 全4巻              |
| 白夢（）                                                                                | 瀬尾つかさ                            | るろお                                                            | 全4巻              |
| スノウピー                                                                              | 山田有                                | 狐印                                                              | 全3巻              |
| スパイ教室                                                                              | 竹町                                  | トマリ                                                            | 既刊12巻 短編集5巻 |
| スプラッシュ!                                                                           | 三田誠                                | PEACH-PIT                                                         | 全3巻              |
| SLASH/DOG                                                                               | 石踏一榮                              | 横溝大輔                                                          | 全1巻              |
| 堕天の狗神 -SLASHDØG-                                                                   | 石踏一榮                              | きくらげ                                                          | 既刊3巻            |
| スレイヤーズ★                                                                           | 神坂一                                | あらいずみるい                                                    | 既刊17巻           |
| スレイヤーズ すぺしゃる                                                                 | 神坂一                                | あらいずみるい                                                    | 全30巻             |
| スレイヤーズ すまっしゅ。                                                               | 神坂一                                | あらいずみるい                                                    | 全5巻              |
| スレイヤーズ せれくと                                                                   | 神坂一                                | あらいずみるい                                                    | 全5巻              |
| 西域剣士列伝 天山疾風記                                                                 | 松下寿治                              | 杉浦た美                                                          | 単巻               |
| 生徒会の一存 碧陽学園生徒会議事録★                                                      | 葵せきな                              | 狗神煌                                                            | 全10巻             |
| 生徒会の一存 碧陽学園生徒会黙示録                                                       | 葵せきな                              | 狗神煌                                                            | 全9巻              |
| 新生徒会の一存 碧陽学園新生徒会議事録                                                   | 葵せきな                              | 狗神煌                                                            | 全2巻              |
| 性別不詳VTuberたちがオフ会したら俺以外全員女子だった                                    | 最宮みはや                            | あやみ                                                            | 既刊1巻            |
| 星方遊撃隊エンジェル・リンクス                                                          | 伊吹秀明                              | 幡池裕行                                                          | 全4巻              |
| 聖竜伝                                                                                  | 冴木忍                                | 森田柚花                                                          | 全3巻              |
| 真・聖竜伝                                                                              | 冴木忍                                | 森田柚花                                                          | 全2巻              |
| 世界一かんたんなヒロインの攻略しかた                                                    | 織笠遊人                              | さばみぞれ                                                        | 単巻               |
| 世界最強騎士団の切り札は俺らしい 無敵集団の中で無能力者の俺が無双無敗な理由             | 輝井永澄                              | bun150                                                            | 既刊2巻            |
| 絶対服従カノジョ。                                                                      | 春日秋人                              | 樹人                                                              | 全3巻              |
| セツナトリップ                                                                          | さつきやまい 原作・監修：Last Note.   | のん                                                              | 単巻               |
| セブンキャストのひきこもり魔術王                                                        | 岬かつみ                              | mmu                                                               | 全5巻              |
| 世話好きで可愛いJK3姉妹だったら、おうちで甘えてもいいですか？                           | はむばね                              | TwinBox                                                           | 全2巻              |
| 閃光戦隊ジュエルスターズ                                                                | 秋津透                                | 新田真子                                                          | 全5巻              |
| 旋風のカガリ                                                                            | 吉岡平                                | 騎羅                                                              | 全6巻              |
| 仙・龍・演・義 開演! 仙娘とネコのプレリュード                                           | 秋穂有輝                              | Tacet                                                             | 単巻               |
| 双界のアトモスフィア                                                                    | 筧ミツル                              | refeia                                                            | 全3巻              |
| 蒼穹のカルマ                                                                            | 橘公司                                | 森沢晴行                                                          | 全8巻              |
| 双星の天剣使い                                                                          | 七野りく                              | cura                                                              | 既刊6巻            |
| 創聖のアクエリオン                                                                      | 橘圭 原作：河森正治、サテライト       | 金田榮路                                                          | 全1巻              |
| 創聖のアクエリオン 天翅編                                                               | 橘圭 原作：河森正治、サテライト       | 金田榮路                                                          | 単巻               |
| ゾディアック・ウィッチーズ 十二星座の魔女                                               | 朱門優                                | ななかまい                                                        | 全2巻              |
| ソードギャラクシー 風、天を駈けよ                                                       | 荻野目悠樹                            | バハムーチョ                                                      | 単巻               |
| ソード・ワールド・ノベル                                                                | グループSNE                           |                                                                   |                    |
| ソード・ワールド短編集                                                                  | グループSNE                           |                                                                   |                    |
| それゆけ!宇宙戦艦ヤマモト・ヨーコ                                                       | 庄司卓                                | 赤石沢貴士                                                        | 全12巻             |
| それゆけ!宇宙戦艦ヤマモト・ヨーコ opt                                                   | 庄司卓                                | 赤石沢貴士                                                        | 全10巻             |

### た行
| タイトル | 著者                                               | イラスト                                                    | 巻数     |
| --- | -------------------------------------------------- | ----------------------------------------------------------- | -------- |
| ダークエルフの口づけ                                                                                        | 川人忠明                                           | 椎名優                                                      | 全4巻    |
| ダーク・フロンティア・ブルース                                                                              | 市川丈夫                                           | ぽぽるちゃ                                                  | 全4巻    |
| ダークロード                                                                                                | 十月ユウ                                           | いっせー                                                    | 全4巻    |
| 第五惑星アスカ                                                                                              | 六道慧                                             | 高田明美                                                    | 全3巻    |
| 大罪ダンジョン教習所の反面教師 外れギフトの【案内人】が実は最強の探索者であることを、生徒たちはまだ知らない | 御鷹穂積                                           | へいろー                                                    | 既刊1巻  |
| 大菩薩峠の要塞                                                                                              | 朝松健                                             | 沢田一                                                      | 全2巻    |
| 対魔導学園35試験小隊                                                                                        | 柳実冬貴                                           | 切符                                                        | 全13巻   |
| 対魔導学園35試験小隊Another Mission                                                                         | 柳実冬貴                                           | 切符                                                        | 全2巻    |
| だから僕は、Hができない。                                                                                   | 橘ぱん                                             | 桂井よしあき                                                | 全11巻   |
| 黄昏色の詠使い                                                                                              | 細音啓                                             | 竹岡美穂                                                    | 全10巻   |
| 黄昏の刻 | 吉村夜                                             | すみ兵                                                      | 全5巻    |
| WSW EXODUS                                                                                                  | 長野聖樹                                           | Ein                                                         | 単巻     |
| 正しいアクのすくい方                                                                                        | 柊晴空                                             | 白羽奈尾                                                    | 全2巻    |
| ただの屍のようだと言われて幾星霜、気づいたら最強のアンデッドになってた                                      | 九頭七尾                                           | チワワ丸                                                    | 既刊2巻  |
| 漂う書庫のヴェルテ・テラ                                                                                    | 川口士                                             | 雛祭桃子                                                    | 全5巻    |
| TATTOO BLADE                                                                                                | 市川丈夫                                           | 上田夢人                                                    | 全2巻    |
| たとえば俺が、チャンピオンから王女のヒモにジョブチェンジしたとして。                                        | 藍藤唯                                             | 霜降                                                        | 既刊3巻  |
| ダブルクロス                                                                                                | 矢野俊策.、F.E.A.R.                                | 森井しづき                                                  | 全3巻    |
| ダブル・ロール!                                                                                             | 左京潤                                             | BLADE                                                       | 全2巻    |
| 食べるだけでレベルアップ! 〜駄女神といっしょに異世界無双〜                                                  | kt60                                               | ちり                                                        | 単巻     |
| 〈卵王子〉カイルロッドの苦難                                                                                | 冴木忍                                             | 田中久仁彦                                                  | 全9巻    |
| ダンシィング・ウィズ・ザ・デビルス                                                                          | 庄司卓                                             | 田沼雄一郎                                                  | 全4巻    |
| ダンシングウィスパーズ                                                                                      | 庄司卓                                             | 田沼雄一郎                                                  | 全8巻    |
| ちっちゃな雪使いシュガー                                                                                    | 大河内一楼 原作：蒼はるか                          | コゲどんぼ、まりも                                          | 単巻     |
| チャイニーズ・ドリーム そして炎は天を突く                                                                   | 雪村智史                                           | 大峰ショウコ                                                | 単巻     |
| 超探偵事件簿 レインコード オレ様ちゃんはお嫁さん!?                                                          | 篠宮夕 原作・監修：スパイク・チュンソフト          | おむたつ                                                    | 単巻     |
| 調停少女サファイア                                                                                          | 瀬尾つかさ                                         | 優木きら                                                    | 全2巻    |
| 超能力はワインの香り                                                                                        | 藤井青銅                                           | ものぐさずん                                                | 単巻     |
| ちょコワ、いかがでしょう? ほんとにあった、ちょいコワ奇譚集                                                  | 水城正太郎                                         | 中条花月                                                    | 単巻     |
| ちょっぴりえっちな三姉妹でも、お嫁さんに してくれますか?                                                    | 浅岡旭                                             | アルデヒド                                                  | 全4巻    |
| 中の下! | 長岡マキ子                                         | ごまえ                                                      | 全5巻    |
| 超熱血ゴーカイザー                                                                                          | とまとあき・塚本裕美子                             | 岡本英郎                                                    | 全3巻    |
| 追伸 ソラゴトに微笑んだ君へ                                                                                 | 田辺屋敷                                           | 美和野らぐ                                                  | 全2巻    |
| 追放魔術教官の後宮ハーレム生活                                                                              | 琴平稜                                             | さとうぽて                                                  | 全3巻    |
| ツイン・デヴィル                                                                                            | 渡邉由自                                           | 奥田ひとし                                                  | 全2巻    |
| 通勤電車で会う女子高生に、なぜかなつかれて困っている                                                        | 甘粕冬夏                                           | はくり                                                      | 単巻     |
| 通常攻撃が全体攻撃で二回攻撃のお母さんは好きですか?                                                         | 井中だちま                                         | 飯田ぽち。                                                  | 全11巻   |
| 月王 | 櫻井牧                                             | 鈴木理華                                                    | 単巻     |
| 月の誓約と原書の姫                                                                                          | 樋口用考                                           | 津雪                                                        | 単巻     |
| Dクラッカーズ                                                                                               | あざの耕平                                         | 村崎久都                                                    | 全7巻    |
| Dクラッカーズ・ショート                                                                                     | あざの耕平                                         | 村崎久都                                                    | 全2巻    |
| Dクラッカーズ＋（）                                                                                         | あざの耕平                                         | 村崎久都                                                    | 単巻     |
| ディスパレイト!                                                                                             | 榊一郎                                             | 増田メグミ                                                  | 全2巻    |
| ディスパレイト!コンプ                                                                                       | 榊一郎                                             | 増田メグミ                                                  | 全2巻    |
| デーゲンメイデン                                                                                            | 田口仙年堂                                         | 柴乃櫂人                                                    | 全4巻    |
| デート・ア・ライブ                                                                                          | 橘公司                                             | つなこ                                                      | 全22巻   |
| デート・ア・ライブ アンコール                                                                               | 橘公司                                             | つなこ                                                      | 既刊11巻 |
| デート・ア・ライブ フラグメント デート・ア・バレット                                                        | 東出祐一郎 原案・監修：橘公司                      | NOCO                                                        | 全8巻    |
| デート・ア・ライブ アナザールート                                                                           | 橘公司、大森藤ノ、志瑞祐、東出祐一郎、羊太郎       | つなこ                                                      | 単巻     |
| できそこないの魔獣錬磨師（）                                                                                | 見波タクミ                                         | 狐印                                                        | 全7巻    |
| できそこないの魔獣錬磨師（） スライム・クロニクル                                                           | 見波タクミ                                         | 狐印                                                        | 単巻     |
| てくてくとぼく 旅立ちの歌                                                                                   | 枯野瑛                                             | GOW                                                         | 単巻     |
| デ・ジ・キャラットファンタジー                                                                              | 菜の花こねこ                                       | コゲどんぼ、愁一樹                                          | 上下巻   |
| 鉄甲巨兵 SOME-LINE                                                                                          | 吉岡平                                             | そうま竜也                                                  | 全4巻    |
| 鉄甲巨兵 SOME-LINE SPECIAL 巨人たちの挽歌                                                                   | 吉岡平                                             | そうま竜也                                                  | 単巻     |
| テツワンレイダー                                                                                            | 大楽絢太                                           | 桜沢いづみ                                                  | 全5巻    |
| デモンパラサイト                                                                                            | 北沢慶                                             | 植田亮                                                      | 全5巻    |
| デビル17 | 豪屋大介                                           | 藤渡                                                        | 全6巻    |
| 天華無敵!                                                                                                   | ひびき遊                                           | 桐原いづみ                                                  | 全6巻    |
| 転生王女と天才令嬢の魔法革命                                                                                | 鴉ぴえろ                                           | きさらぎゆり                                                | 既刊10巻 |
| 転生賢者は娘と暮らす。                                                                                      | 琴平稜                                             | かぼちゃ                                                    | 全3巻    |
| 転生魔王のジュリエット                                                                                      | 久慈マサムネ                                       | みやま零                                                    | 既刊2巻  |
| 伝説の勇者の伝説                                                                                            | 鏡貴也                                             | とよた瑣織                                                  | 全11巻   |
| とりあえず伝説の勇者の伝説                                                                                  | 鏡貴也                                             | とよた瑣織                                                  | 全11巻   |
| 大伝説の勇者の伝説                                                                                          | 鏡貴也                                             | とよた瑣織                                                  | 全18巻   |
| 真伝勇伝・革命編 堕ちた黒い勇者の伝説                                                                       | 鏡貴也                                             | とよた瑣織                                                  | 全8巻    |
| 天高く、雲は流れ                                                                                            | 冴木忍                                             | 森山大輔                                                    | 全15巻   |
| 天地無用! 魎皇鬼                                                                                            | 長谷川菜穂子                                       | 梶島正樹、大和田直之、他                                    | 全12巻   |
| 天地無用! 魎皇鬼 真夏のイヴ                                                                                 | 長谷川菜穂子                                       | 大和田直之                                                  | 単巻     |
| 電蜂 DENPACHI                                                                                               | 石踏一榮                                           | 結賀さとる                                                  | 単巻     |
| テンプレ展開のせいで、おれのラブコメが鬼畜難易度                                                            | 氷高悠                                             | 檜坂はざら                                                  | 全2巻    |
| 東京レイヴンズ                                                                                              | あざの耕平                                         | すみ兵                                                      | 既刊16巻 |
| 東京レイヴンズEX                                                                                            | あざの耕平                                         | すみ兵                                                      | 既刊4巻  |
| 道士リジィオ                                                                                                | 冴木忍                                             | 鶴田謙二                                                    | 全4巻    |
| 同棲から始まるオタク彼女の作りかた                                                                          | 村上凛                                             | 館川まこ                                                    | 全5巻    |
| 東北呪禁道士                                                                                                | 大林健司                                           | こばやしひよこ                                              | 単巻     |
| 斗姫 Tô-ki 花の章                                                                                           | 吉岡平                                             | みけおう                                                    | 単巻     |
| どかどかどかん                                                                                              | 瀧川武司                                           | 竹浪秀行                                                    | 全3巻    |
| 突撃アンソロジー 小説つくるぜ!                                                                              | 秋田禎信、神坂一、榊一郎、賀東招二（アンソロジー） | すまき俊悟、ひろやまひろし、小笠原智史、鶴田謙二 、金澤尚子 | 単巻     |
| 友井町バスターズ                                                                                            | 水無月ばけら                                       | 森山大輔                                                    | 単巻     |
| ドラグリミット・ファンタジア                                                                                | 雨木シュウスケ                                     | しばの番茶                                                  | 全2巻    |
| ドラゴンズ・ウィル                                                                                          | 榊一郎                                             | 田沼雄一郎                                                  | 単巻     |
| ドラゴンマーク                                                                                              | 友野詳                                             | K2商会                                                      | 全6巻    |
| ドラゴン嫁はかまってほしい                                                                                  | 初美陽一                                           | Syroh                                                       | 全4巻    |
| トリシア先生シリーズ                                                                                        | 南房秀久                                           | 小笠原智史                                                  | 全4巻    |
| 覇者の三剣（）                                                                                              | 十月ユウ                                           | 天野英                                                      | 全5巻    |
| 000のエレナ                                                                                                 | 日下弘文                                           | 克優希                                                      | 全3巻    |
| トレース&トレース                                                                                           | 伊澄優希                                           | 葉賀ユイ                                                    | 単巻     |
| ドレスの武器商人と戦華の国                                                                                  | 和智正喜                                           | 坂本みねぢ                                                  | 単巻     |
| トワ・ミカミ・テイルズ                                                                                      | 日下弘文                                           | 宮城                                                        | 全6巻    |

### な行
| タイトル               | 著者       | イラスト          | 巻数  |
| ---------------------- | ---------- | ----------------- | ----- |
| 9 TAILS                | 南房秀久   | シンゴ            | 全3巻 |
| 夏海紗音と不思議な世界 | 直江ヒロト | 水沢深森          | 全2巻 |
| ニート吸血鬼、江藤さん | 鈴木大輔   | 空中幼彩          | 全2巻 |
| 眠り姫                 | 貴子潤一郎 | ともぞ            | 単巻  |
| ねこたま               | 小林めぐみ | 加藤洋之&後藤啓介 | 単巻  |
| ねこのめ               | 小林めぐみ | 加藤洋之&後藤啓介 | 全3巻 |

### は行
| タイトル                                                                                          | 著者                                              | イラスト                       | 巻数           |
| ------------------------------------------------------------------------------------------------- | ------------------------------------------------- | ------------------------------ | -------------- |
| バーガント反英雄譚                                                                                | 八街歩                                            | 珈琲猫                         | 全9巻          |
| ハーモナイザー・エリオン                                                                          | 吉村夜                                            | ことぶきつかさ                 | 全4巻          |
| 拝啓、姉上さま                                                                                    | 川口大介                                          | 神谷順                         | 全3巻          |
| はいぱーぽりす                                                                                    | 春眠暁 原作：MEE                                  | MEE                            | 全3巻          |
| ハイスクールD×D                                                                                   | 石踏一榮                                          | みやま零                       | 全25巻         |
| ハイスクールD×D DX                                                                                | 石踏一榮                                          | みやま零                       | 既刊7巻        |
| 真ハイスクールD×D                                                                                 | 石踏一榮                                          | みやま零                       | 既刊4巻        |
| ジュニアハイスクールD×D                                                                           | 東雲立風 原案・監修：石踏一榮                     | みやま零                       | 既刊2巻        |
| ハイパータイマー・ネーナ                                                                          | 岬兄悟                                            | あろひろし（1巻）、遊人（2巻） | 全2巻          |
| 白王烈紀                                                                                          | 諸星崇                                            | 桐原いづみ                     | 全2巻          |
| 爆裂お嬢シンディー・スー                                                                          | 寺田憲史                                          | 鈴木雅久                       | 全4巻          |
| はじまりの骨の物語                                                                                | 五代ゆう                                          | 米田仁士                       | 単巻           |
| 始まりの魔法使い                                                                                  | 石之宮カント                                      | ファルまろ                     | 全5巻          |
| バセット英雄伝 エルヴァーズ                                                                       | ひかわ玲子                                        | 美樹本晴彦                     | 全4巻          |
| 鳩子さんとラブコメ                                                                                | 鈴木大輔                                          | naribon                        | 全4巻          |
| バトルガール ハイスクール                                                                         | 八奈川景晶 原作・監修：コロプラ                   | ハル犬                         | 全2巻          |
| バトルテック・ノベル                                                                              | 大鳥博士、村川忍                                  | 園田健一                       | 単巻           |
| バトルテック・ノベル                                                                              | 黒田和人                                          | るりあ046                      | 全4巻          |
| 花守の竜の叙情詩                                                                                  | 淡路帆希                                          | フルーツパンチ                 | 全3巻          |
| はみだしバスターズ                                                                                | 神代創                                            | 桐嶋たける                     | 全7巻          |
| バレッツ&バンディッツ 楽園の棺                                                                    | 秋口ぎぐる                                        | エナミカツミ                   | 単巻           |
| 氷川先生はオタク彼氏がほしい。                                                                    | 篠宮夕                                            | 西沢5㍉                        | 既刊3巻        |
| 彼岸花の咲く夜に                                                                                  | 竜騎士07                                          | さくやついたち                 | 単巻           |
| 緋剣のバリアント                                                                                  | 小山タケル                                        | マニャ子                       | 全2巻          |
| 非オタの彼女が俺の持ってるエロゲに興味津々なんだが……                                              | 滝沢慧                                            | 睦茸                           | 全11巻         |
| 非オタの彼女が俺の持ってるエロゲに興味津々なんだが…… 萌香の初体験ルート                           | 滝沢慧                                            | 睦茸                           | 単巻           |
| BIG-4                                                                                             | 大楽絢太                                          | ワダアルコ                     | 全5巻          |
| 必殺 お捜し人シリーズ                                                                             | 小林めぐみ                                        | ひさいちよしき                 | 全9巻          |
| 棺姫のチャイカ                                                                                    | 榊一郎                                            | なまにくATK                    | 全12巻         |
| ひとつ火の粉の雪の中                                                                              | 秋田禎信                                          | 若菜等+Ki                      | 単巻           |
| ひなビタ♪ 凛として咲く花の如く                                                                    | 八奈川景晶 原作：コナミデジタルエンタテインメント | CUTEG                          | 単巻           |
| 百星聖戦紀                                                                                        | ひかわ玲子                                        | うたたねひろゆき               | 全10巻         |
| 100万回死んでも少女は死体回収屋の苦労を知らない                                                   | 割石裂                                            | ゆーぽん（ニトロプラス）       | 全2巻          |
| 火の国、風の国物語                                                                                | 師走トオル                                        | 光崎瑠衣                       | 全13巻         |
| 火魅子伝                                                                                          | 舞阪洸                                            | 大暮維人                       | 全10巻         |
| 火魅子炎戦記                                                                                      | 舞阪洸                                            | ゆきやなぎ                     | 全11巻         |
| 姫騎士征服戦争                                                                                    | 深見真                                            | 中乃空                         | 単巻           |
| 姫狐の召使い（）                                                                                  | 春日みかげ                                        | p19                            | 全4巻          |
| H+P -ひめぱら-                                                                                    | 風見周                                            | ひなた睦月                     | 全13巻         |
| 氷結鏡界のエデン                                                                                  | 細音啓                                            | カスカベアキラ                 | 全13巻         |
| ファイフステル・サーガ                                                                            | 師走トオル                                        | 有坂あこ                       | 既刊4巻        |
| VTuberなんだが配信切り忘れたら伝説になってた                                                      | 七斗七                                            | 塩かずのこ                     | 既刊9巻        |
| フィリシエラと、わたしと、終わりゆく世界に                                                        | 今田隆文                                          | 水上カオリ                     | 全1巻          |
| 封仙娘娘追宝録                                                                                    | ろくごまるに                                      | ひさいちよしき                 | 全11巻         |
| 封仙娘娘追宝録・奮闘編                                                                            | ろくごまるに                                      | ひさいちよしき                 | 全5巻          |
| FF-フェアリー・ファイル-                                                                          | 冴木忍                                            | 天乃咲哉                       | 全3巻          |
| 〈骨牌使い（）〉の鏡                                                                              | 五代ゆう                                          | 宮城                           | 全3巻          |
| フォルセス公国戦記                                                                                | 至道流星                                          | Riv                            | 全3巻          |
| 不完全神性機関イリス                                                                              | 細音啓                                            | カスカベアキラ                 | 全5巻          |
| 武官弁護士エル・ウィン                                                                            | 鏡貴也                                            | 義仲翔子                       | 全10巻         |
| エル・ウィン武官弁護士事務所業務日誌                                                              | 鏡貴也                                            | 義仲翔子                       | 全2巻          |
| 不死朝伝奇ZEQU                                                                                    | 武上純希                                          | 橋本正枝                       | 全5巻          |
| 不死朝伝奇ZEQU II                                                                                 | 武上純希                                          | 橋本正枝                       | 全4巻          |
| 武神伝 生贄に捧げられた俺は、神に拾われ武を極める                                                 | 美紅                                              | かかげ                         | 既刊2巻        |
| 武装メイドに魔法は要らない                                                                        | 忍野佐輔                                          | 大熊まい                       | 既刊2巻        |
| 豚公爵に転生したから、今度は君に好きと言いたい                                                    | 合田拍子                                          | nauribon                       | 全10巻         |
| 双子まとめて『カノジョ』にしない?                                                                 | 白井ムク                                          | 千種みのり                     | 既刊5巻        |
| ぷっしゅ!                                                                                         | 花凰神也                                          | あきやまけんた                 | 全2巻          |
| 不登校の幼馴染が学校に行く条件は、毎日俺とキスすることだった                                      | 倉敷紺                                            | ぽりごん。                     | 単巻           |
| 武に身を捧げて百と余年。エルフでやり直す武者修行                                                  | 赤石赫々                                          | bun150                         | 全10巻         |
| フラれてから始まるラブコメ                                                                        | 金木犀                                            | きのこ姫                       | 単巻           |
| BLACK BLOOD BROTHERS                                                                              | あざの耕平                                        | 草河遊也                       | 全11巻         |
| BLACK BLOOD BROTHERS Ⓢ                                                                            | あざの耕平                                        | 草河遊也                       | 全6巻          |
| ブルークロニクル                                                                                  | 白星敦士                                          | いちやん                       | 全2巻          |
| 古き掟の魔法騎士                                                                                  | 羊太郎                                            | 遠坂あさぎ                     | 全5巻          |
| フルメタル・パニック!                                                                             | 賀東招二                                          | 四季童子                       | 全12巻 短編9巻 |
| フルメタル・パニック! -サイドアームズ-                                                            | 賀東招二                                          | 四季童子                       | 全2巻          |
| フルメタル・パニック! Family                                                                      | 賀東招二                                          | 四季童子                       | 既刊2巻        |
| フルメタル・パニック! アナザー                                                                    | 大黒尚人                                          | 四季童子                       | 全12巻 SS1巻   |
| プログレス・イヴ Ange Chronicle Side:BLACK                                                        | 海羽超史郎                                        | Nidy-2D-                       | 全1巻          |
| フロムエース                                                                                      | 尼野ゆたか                                        | 瑠奈璃亜                       | 全2巻          |
| 並列バイオ                                                                                        | 秋口ぎぐる                                        | 中野友和                       | 単巻           |
| へっぽこ冒険隊・へっぽこーず                                                                      | 秋田みやび                                        | 浜田よしかづ                   | 全9巻          |
| ペ天使たち                                                                                        | 富田祐弘                                          | 赤石沢貴士                     | 全4巻          |
| ぺらぺらーず漫遊記                                                                                | 藤澤さなえ                                        | かわく                         | 全2巻          |
| ヘルカム!                                                                                         | 八奈川景晶                                        | ななせめるち                   | 全4巻          |
| 辺境都市の育成者                                                                                  | 七野りく                                          | 福きつね                       | 既刊6巻        |
| 変態先輩と俺と彼女                                                                                | 山田有                                            | 犬洞あん                       | 全3巻          |
| 放課後トロイメライ                                                                                | 壱乗寺かるた                                      | 日吉丸晃                       | 全3巻          |
| 放課後は、異世界喫茶でコーヒーを                                                                  | 風見鶏                                            | u介                            | 全6巻          |
| 放課後はケンカ最強のギャルに連れこまれる生活 彼女たちに好かれて、僕も最強に!?                     | 亜逸                                              | kakao                          | 既刊3巻        |
| 冒険者養成学校D組の挑戦                                                                           | 柊晴空                                            | 桜沢いづみ                     | 単巻           |
| 宝珠、紅に染まるとき                                                                              | 市川丈夫                                          | 結城信輝                       | 単巻           |
| 蓬萊学園シリーズ                                                                                  | 新城十馬、他                                      | 中村博文、他                   |                |
| 放浪勇者は金貨と踊る                                                                              | むらさきゆきや                                    | 藤ちょこ                       | 全2巻          |
| ぼくと彼女に降る夜                                                                                | 八街歩                                            | 深崎暮人                       | 全9巻          |
| ボクの可愛い国家令嬢                                                                              | 鏡遊                                              | QP:flapper                     | 全2巻          |
| ぼくのゆうしゃ                                                                                    | 葵せきな                                          | Nino                           | 全8巻          |
| 僕は七度目の人生で、怪物姫を手に入れた                                                            | サンボン                                          | 生煮え                         | 既刊1巻        |
| ぼくらのみかたん。 黒森高校未科研です                                                             | 富永浩史                                          | 日向恭介                       | 単巻           |
| ホーリィの手記                                                                                    | 加藤ヒロノリ 原案：安田均                         | 桜瀬琥姫                       | 全6巻          |
| ぽんこつかわいい間宮さん 〜社内の美人広報がとなりの席に居座る件〜                                 | 小狐ミナト                                        | おりょう                       | 既刊2巻        |
| 本日の騎士ミロク                                                                                  | 田口仙年堂                                        | 高階聖人                       | 全10巻         |
| 【翻訳】の才能で俺だけが世界を改変できる件 〜ハズレ才能【翻訳】で気付けば世界最強になってました〜 | 蒼乃白兎                                          | かなどめはじめ                 | 既刊1巻        |

### ま行
| タイトル                                                               | 著者                                                         | イラスト                                       | 巻数                           |
| ---------------------------------------------------------------------- | ------------------------------------------------------------ | ---------------------------------------------- | ------------------------------ |
| 迷子の女の子を家まで届けたら、玄関から出て来たのは学年一の美少女でした | 楠木のある                                                   | 古弥月                                         | 単巻                           |
| 魔王討伐したあと、目立ちたくないのでギルドマスターになった             | 朱月十話                                                     | 鳴瀬ひろふみ                                   | 全9巻                          |
| まおうとゆびきり                                                       | 六甲月千春                                                   | 椎名麻子                                       | 全3巻                          |
| 魔王2099                                                               | 紫大悟                                                       | クレタ                                         | 既刊5巻                        |
| まさかな                                                               | 小林めぐみ                                                   | 加藤洋之、後藤啓介                             | 単巻                           |
| 仮面武闘会（）                                                         | 紙谷龍生                                                     | 片倉真二                                       | 全3巻                          |
| マジカル†デスゲーム                                                    | うれま庄司                                                   | CUTEG                                          | 全2巻                          |
| マジカル・ハイスクール                                                 | 朝松健                                                       | SUEZEN                                         | 単巻                           |
| 魔魚戦記                                                               | 吉村夜                                                       | OKAMA                                          | 単巻                           |
| 星に願いを レスト&ハーウィン                                           | 吉村夜                                                       | C-SHOW                                         | 単巻                           |
| 魔銃使いZELO                                                           | ひびき遊                                                     | 巳島ヒロシ                                     | 単巻                           |
| MA棋してる!                                                            | 三浦良                                                       | ぽぽるちゃ                                     | 全1巻                          |
| マグナ・スペクトラ 緋の剣は誰がために                                  | 秋田みやび 原案：安田均                                      | 藤田香                                         | 単巻                           |
| 魔術学園領域の拳王（）                                                 | 下等妙人                                                     | 瑠奈璃亜                                       | 全4巻                          |
| 魔術士オーフェンはぐれ旅                                               | 秋田禎信                                                     | 草河遊也                                       | 全20巻                         |
| 魔術士オーフェン・無謀編                                               | 秋田禎信                                                     | 草河遊也                                       | 全13巻                         |
| まちがい英雄の異世界召喚                                               | 河端ジュン一                                                 | 藤真拓哉                                       | 全3巻                          |
| マテリアルナイト                                                       | 雨木シュウスケ                                               | 椋本夏夜                                       | 全5巻                          |
| マテリアルゴースト                                                     | 葵せきな                                                     | てぃんくる                                     | 全6巻                          |
| まぶらほ                                                               | 築地俊彦                                                     | 駒都えーじ                                     | 全22巻 長編4巻 番外編1巻       |
| まぶらほ メイドの巻                                                    | 築地俊彦                                                     | 駒都えーじ                                     | 全6巻                          |
| 魔法戦士リウイ                                                         | 水野良                                                       | 士貴智志（1巻旧版）、横田守（1巻新装版・全巻） | 1st 全10巻 2nd 全3巻 3rd 全8巻 |
| 魔法遣いに大切なこと 太陽と風の坂道                                    | 山田典枝                                                     | よしづきくみち                                 | 全2巻                          |
| 魔法の子                                                               | 入江君人                                                     | NOCO                                           | 単巻                           |
| 魔法の使えない魔法使いの物語                                           | 花凰神也                                                     | 木場智士                                       | 単巻                           |
| 真夜中ぱんチ ワケあり動画投稿者はヴァンパイア!?                        | 日日綴郎 原作：動画投稿少女 監修：「真夜中ぱんチ」製作委員会 | ことぶきつかさ                                 | 既刊1巻                        |
| 水鏡のイーラ                                                           | 神江京                                                       | 若菜等＋Ki                                     | 単巻                           |
| ミュートスノート戦記                                                   | 麻生俊平                                                     | 七瀬葵                                         | 全5巻                          |
| 超銀河的美少女幽霊（）                                                 | 南田操                                                       | 長谷川裕一                                     | 単巻                           |
| 無敵王トライゼノン                                                     | 長谷川勝己                                                   | あらいずみるい                                 | 全1巻                          |
| 無敵王トライゼノン ガイアゼノン                                        | 花田十輝                                                     | 下北沢鈴成                                     | 全3巻                          |
| 無敵王トライゼノン アルマゼノン                                        | あおしまたかし                                               | ふぢまるありくい                               | 全3巻 アンコール1巻            |
| 無敵王トライゼノン ZP                                                  | 日下弘文                                                     | ヤスダスズヒト                                 | 全3巻                          |
| ムーンスペル!!                                                         | 尼野ゆたか                                                   | ひじりるか                                     | 全5巻                          |
| 月鬼-ムーンデビル-                                                     | 六道慧                                                       | 東拓                                           | 全4巻                          |
| メイデーア魔王転生記 -俺たちの魔王はこれからだ。-                      | かっぱ同盟                                                   | るろお                                         | 全2巻                          |
| 女神に騙された俺の異世界ハーレム生活                                   | 回復師                                                       | Nardack                                        | 既刊3巻                        |
| メルヴィ&カシム                                                        | 冴木忍                                                       | 幡池裕行（1-2巻）、竹井正樹（3-6巻）           | 全6巻                          |
| 黙示録アリス                                                           | 鏡貴也                                                       | 加藤勇樹                                       | 全3巻                          |
| モザイカ                                                               | 高橋良輔                                                     | 塩山紀生                                       | 単巻                           |
| モンスター・コレクション短編集                                         | グループSNE                                                  |                                                |                                |
| モンスター・コレクション・ノベル                                       | グループSNE                                                  |                                                |                                |
| モンスター・ファクトリー                                               | アロハ座長                                                   | 夜ノみつき                                     | 全5巻                          |
| モンスターメーカー ドラゴンライダー                                    | 鈴木銀一郎                                                   | 九月姫                                         | 上下巻                         |
| モンスターメーカー 嘲笑う石像                                          | 鈴木銀一郎                                                   | 九月姫                                         | 単巻                           |
| モンスターメーカー ナルド予言書                                        | 鈴木銀一郎                                                   | 九月姫                                         | 上下巻                         |

### や行
| タイトル                                                               | 著者                | イラスト                 | 巻数   |
| ---------------------------------------------------------------------- | ------------------- | ------------------------ | ------ |
| 約束いんぽっしぶる となりのあの娘は狙撃兵                              | 六甲月千春          | 神無月ねむ               | 単巻   |
| 約束の柱、落日の女王                                                   | いわなぎ一葉        | AKIRA                    | 全3巻  |
| 真実の扉、黎明の女王                                                   | いわなぎ一葉        | AKIRA                    | 全3巻  |
| 平和の鐘、永遠の女王                                                   | いわなぎ一葉        | AKIRA                    | 全3巻  |
| 夜想譚グリモアリス                                                     | 海冬レイジ          | 松竜                     | 全3巻  |
| 幻想譚グリモアリス                                                     | 海冬レイジ          | 松竜                     | 全6巻  |
| 夜刀姫斬鬼行                                                           | 桐村葵 原作：Terios | 横田守                   | 全2巻  |
| 幽幻怪社                                                               | 渡辺麻実            | うえだひとし、西田亜沙子 | 単巻   |
| 勇者になれなかった俺はしぶしぶ就職を決意しました。                     | 左京潤              | 戌角柾                   | 全10巻 |
| 勇者の息子の超・商人道! 幼なじみが美少女魔王になって求婚してきたんだが | 上総朋大            | ぷきゅのすけ             | 単巻   |
| 勇者リンの伝説                                                         | 琴平稜              | karory                   | 全5巻  |
| 勇者、辞めます〜次の職場は魔王城〜                                     | クオンタム          | 天野英                   | 全3巻  |
| 夕なぎの街                                                             | 渡辺まさき          | 山田秀樹                 | 全2巻  |
| ゆにこん                                                               | 子安秀明            | 伊藤ベン                 | 全1巻  |
| ユミナ戦記                                                             | 吉岡平              | 春巻秋水                 | 全2巻  |
| 夜桜忍法帖                                                             | 甲斐甲賀            | ITOYOKO                  | 全2巻  |
| 妖怪寺縁起 星空のエピタフ                                              | 冴木忍              | 田沼雄一郎               | 上下巻 |
| 陽キャなカノジョは距離感がバグっている                                 | 枩葉松              | ハム                     | 全2巻  |

### ら行
| タイトル                                                                           | 著者                                                        | イラスト                                             | 巻数    |
| ---------------------------------------------------------------------------------- | ----------------------------------------------------------- | ---------------------------------------------------- | ------- |
| RISING×RYDEEN                                                                      | 初美陽一                                                    | パルプピロシ                                         | 全9巻   |
| ライタークロイス                                                                   | 川口士                                                      | 柴倉乃杏                                             | 全5巻   |
| ライトセイバーズ                                                                   | 築地俊彦                                                    | 遠藤沖人                                             | 全3巻   |
| ラキスにおまかせ                                                                   | 桑田淳                                                      | 秕帷苓                                               | 全3巻   |
| ラジカルあんてぃ〜く                                                               | 清水文化                                                    | 南島達也                                             | 全5巻   |
| ヘッポコあんてぃ〜く                                                               | 清水文化                                                    | 南島達也                                             | 全4巻   |
| ラストラウンド・アーサーズ                                                         | 羊太郎                                                      | はいむらきよたか                                     | 全5巻   |
| 羅刹王                                                                             | 六道慧                                                      | 高田明美                                             | 全5巻   |
| ラッシュ・くらっしゅ・とれすぱす                                                   | 風見周                                                      | おときたたかお                                       | 全2巻   |
| 乱☆恋 婚約者は16人!?                                                               | 舞阪洸                                                      | 得能正太郎                                           | 全5巻   |
| ランドロック                                                                       | オルカ                                                      | 士郎正宗                                             | 上下巻  |
| 竜と魔女の住む屋敷                                                                 | 門倉敬介                                                    | たいしょう田中                                       | 単巻    |
| 量産型はダテじゃない                                                               | 柳実冬貴                                                    | 銃爺                                                 | 全5巻   |
| 両親の借金を肩代わりしてもらう条件は日本一可愛い女子高生と一緒に暮らすことでした。 | 雨音恵                                                      | kakao                                                | 既刊5巻 |
| ルスキエ・ビチャージ 死天使は冬至に踊る                                            | 富永浩史                                                    | 毛羽毛現                                             | 単巻    |
| 霊樹界                                                                             | 岬兄悟                                                      | 佐竹美保                                             | 全3巻   |
| 煉󠄁獄のエスクード                                                                   | 貴子潤一郎                                                  | ともぞ                                               | 全3巻   |
| 煉󠄁獄のエスクードARCHIVES                                                           | 貴子潤一郎                                                  | ともぞ                                               | 単巻    |
| 灼熱のエスクード                                                                   | 貴子潤一郎                                                  | ともぞ                                               | 全4巻   |
| 灼熱の竜騎兵（）                                                                   | 田中芳樹                                                    | 北爪宏幸                                             | 全3巻   |
| RPG W(・∀・)RLD ―ろーぷれ・わーるど―                                               | 吉村夜                                                      | てんまそ                                             | 全15巻  |
| ロクでなし魔術講師と禁忌教典（）                                                   | 羊太郎                                                      | 三嶋くろね                                           | 全24巻  |
| ロクでなし魔術講師と追想日誌（）                                                   | 羊太郎                                                      | 三嶋くろね                                           | 全11巻  |
| ロクでなし魔術講師と福音後記（）                                                   | 羊太郎                                                      | 三嶋くろね                                           | 単巻    |
| 六人のイヴと神殺しの使徒                                                           | 鏡遊                                                        | カグユヅ                                             | 全3巻   |
| 六門世界                                                                           | 安田均                                                      | 松本嵩春                                             | 全6巻   |
| 【朗報】俺の許嫁になった地味子、家では可愛いしかない。                             | 氷高悠                                                      | たん旦                                               | 全8巻   |
| 六門天外モンコレナイト                                                             | 原案・著：安田均、黒田和人 原作：あかほりさとる、長谷川勝己 | 中嶋敦子                                             | 全2巻   |
| ロケットガール                                                                     | 野尻抱介                                                    | 山内則康（1巻旧版）むっちりむうにい（2-4巻・新装版） | 全4巻   |
| ロスト・ユニバース                                                                 | 神坂一                                                      | 義仲翔子                                             | 全5巻   |
| ロック・ペーパー・シザーズ                                                         | 木村心一                                                    | QP:flapper                                           | 全2巻   |
| ロムニア帝国興亡記                                                                 | 舞阪洸                                                      | エレクトさわる                                       | 全7巻   |

### わ行
| タイトル                                        | 著者       | イラスト   | 巻数    |
| ----------------------------------------------- | ---------- | ---------- | ------- |
| ワールド・イズ・コンティニュー                  | 瀬尾つかさ | 早川ハルイ | 全2巻   |
| ワイルドキティ                                  | 神代創     | フミオ     | 全2巻   |
| 我が弟子が最も強くてカワイイのである            | 赤石赫々   | 夜ノみつき | 既刊2巻 |
| 神獣（）たちと一緒なら世界最強イケちゃいますよ? | 福山陽士   | おりょう   | 全5巻   |
| 1LDK、そして2JK。                               | 福山陽士   | シソ       | 全4巻   |
| 1×10 藤宮十貴子は懐かない                       | 鈴木大輔   | PANDA      | 全5巻   |

## アニメ化作品

### テレビアニメ
| 作品                                                   | 放送年                  | アニメーション制作                | 備考                 |
| ------------------------------------------------------ | ----------------------- | --------------------------------- | -------------------- |
| 宇宙一の無責任男（アニメ）                             | 1993年                  | タツノコプロ                      | OVAあり              |
| スレイヤーズ（アニメ）                                 | 1995年（第1期）         | イージー・フイルム                | 映画、OVAあり        |
| スレイヤーズ（アニメ）                                 | 1996年（第2期）         | イージー・フイルム                | 映画、OVAあり        |
| スレイヤーズ（アニメ）                                 | 1997年（第3期）         | イージー・フイルム                | 映画、OVAあり        |
| スレイヤーズ（アニメ）                                 | 2008年（第4期）         | J.C.STAFF                         | 映画、OVAあり        |
| スレイヤーズ（アニメ）                                 | 2009年（第5期）         | J.C.STAFF                         | 映画、OVAあり        |
| セイバーマリオネットJ                                  | 1996年-1997年（第1期）  | JUNIO                             | OVAあり              |
| セイバーマリオネットJ                                  | 1998年-1999年（第2期）  | ハルフィルムメーカー              | OVAあり              |
| ロスト・ユニバース                                     | 1998年                  | イージー・フイルム                |                      |
| 魔術士オーフェン（アニメ）                             | 1998年-1999年（第1期）  | J.C.STAFF                         |                      |
| 魔術士オーフェン（アニメ）                             | 1999年-2000年（第2期）  | J.C.STAFF                         |                      |
| 星方遊撃隊エンジェルリンクス                           | 1999年                  | サンライズ                        |                      |
| それゆけ!宇宙戦艦ヤマモト・ヨーコ                      | 1999年                  | ティーアップ J.C.STAFF            | OVAあり              |
| 魔法戦士リウイ                                         | 2001年                  | J.C.STAFF                         |                      |
| 召喚教師リアルバウトハイスクール                       | 2001年                  | GONZO                             |                      |
| フルメタル・パニック!                                  | 2002年（第1期）         | GONZO・ディジメーション           | OVAあり              |
| フルメタル・パニック!                                  | 2003年（第2期）         | 京都アニメーション                | OVAあり              |
| フルメタル・パニック!                                  | 2005年（第3期）         | 京都アニメーション                | OVAあり              |
| フルメタル・パニック!                                  | 2018年（第4期）         | XEBEC                             | OVAあり              |
| スクラップド・プリンセス                               | 2003年                  | ボンズ                            |                      |
| まぶらほ                                               | 2003年-2004年           | J.C.STAFF                         |                      |
| ザ・サード                                             | 2006年                  | XEBEC                             |                      |
| BLACK BLOOD BROTHERS                                   | 2006年                  | スタジオ・ライブ グループ・タック |                      |
| 風の聖痕                                               | 2007年                  | GONZO                             |                      |
| ご愁傷さま二ノ宮くん                                   | 2007年                  | AICスピリッツ                     |                      |
| ロケットガール                                         | 2007年                  | ムークDLE                         |                      |
| 生徒会の一存                                           | 2009年（第1期）         | スタジオディーン                  |                      |
| 生徒会の一存                                           | 2013年（第2期）         | AIC                               |                      |
| 鋼殻のレギオス                                         | 2009年                  | ZEXCS                             |                      |
| 伝説の勇者の伝説                                       | 2010年                  | ZEXCS                             |                      |
| いつか天魔の黒ウサギ                                   | 2011年                  | ZEXCS                             |                      |
| これはゾンビですか?                                    | 2011年（第1期）         | スタジオディーン                  |                      |
| これはゾンビですか?                                    | 2012年（第2期）         | スタジオディーン                  |                      |
| だから僕は、Hができない。                              | 2012年                  | feel.                             |                      |
| ハイスクールD×D                                        | 2012年（第1期）         | ティー・エヌ・ケー                |                      |
| ハイスクールD×D                                        | 2013年（第2期）         | ティー・エヌ・ケー                |                      |
| ハイスクールD×D                                        | 2015年（第3期）         | ティー・エヌ・ケー                |                      |
| ハイスクールD×D                                        | 2018年（第4期）         | パッショーネ                      |                      |
| 東京レイヴンズ                                         | 2013年                  | エイトビット                      |                      |
| 神さまのいない日曜日                                   | 2013年                  | MADHOUSE                          |                      |
| 勇者になれなかった俺はしぶしぶ就職を決意しました。     | 2013年                  | asread.                           |                      |
| デート・ア・ライブ（アニメ）                           | 2013年（第1期）         | AIC PLUS+                         | 映画、スピンオフあり |
| デート・ア・ライブ（アニメ）                           | 2014年（第2期）         | プロダクションアイムズ            | 映画、スピンオフあり |
| デート・ア・ライブ（アニメ）                           | 2019年（第3期）         | J.C.STAFF                         | 映画、スピンオフあり |
| デート・ア・ライブ（アニメ）                           | 2022年（第4期）         | GEEKTOYS                          | 映画、スピンオフあり |
| デート・ア・ライブ（アニメ）                           | 2024年（第5期）         | GEEKTOYS                          | 映画、スピンオフあり |
| 棺姫のチャイカ                                         | 2014年                  | ボンズ                            |                      |
| 甘城ブリリアントパーク                                 | 2014年                  | 京都アニメーション                |                      |
| 空戦魔導士候補生の教官                                 | 2015年                  | ディオメディア                    |                      |
| 対魔導学園35試験小隊                                   | 2015年                  | SILVER LINK.                      |                      |
| 冴えない彼女の育てかた（アニメ）                       | 2015年（第1期）         | A-1 Pictures                      | 映画あり             |
| 冴えない彼女の育てかた（アニメ）                       | 2017年（第2期）         | A-1 Pictures                      | 映画あり             |
| ゲーマーズ!                                            | 2017年                  | PINE JAM                          |                      |
| ロクでなし魔術講師と禁忌教典                           | 2017年                  | ライデンフィルム                  |                      |
| 俺が好きなのは妹だけど妹じゃない                       | 2018年                  | NAZ マギア・ドラグリエ            |                      |
| グランクレスト戦記                                     | 2018年                  | A-1 Pictures                      |                      |
| 通常攻撃が全体攻撃で二回攻撃のお母さんは好きですか?    | 2019年                  | J.C.STAFF                         | OVAあり              |
| アサシンズプライド                                     | 2019年                  | EMTスクエアード                   |                      |
| キミと僕の最後の戦場、あるいは世界が始まる聖戦         | 2020年（第1期）         | SILVER LINK.                      |                      |
| キミと僕の最後の戦場、あるいは世界が始まる聖戦         | 2024年、2025年（第2期） | SILVER LINK. studioぱれっと       |                      |
| 史上最強の大魔王、村人Aに転生する                      | 2022年                  | SILVER LINK. BLADE                |                      |
| 勇者、辞めます〜次の職場は魔王城〜                     | 2022年                  | EMTスクエアード                   |                      |
| 新米錬金術師の店舗経営                                 | 2022年                  | ENGI                              |                      |
| スパイ教室                                             | 2023年（第1・2期）      | feel.                             |                      |
| 転生王女と天才令嬢の魔法革命                           | 2023年                  | ディオメディア                    |                      |
| 異世界でチート能力を手にした俺は、現実世界をも無双する | 2023年                  | ミルパンセ                        |                      |
| 異世界でチート能力を手にした俺は、現実世界をも無双する | 未公表（スペシャル）    | ミルパンセ                        |                      |
| 経験済みなキミと、経験ゼロなオレが、お付き合いする話。 | 2023年                  | ENGI                              |                      |
| VTuberなんだが配信切り忘れたら伝説になってた           | 2024年                  | ティー・エヌ・ケー                |                      |
| 魔王2099                                               | 2024年                  | J.C.STAFF                         |                      |
| 公女殿下の家庭教師                                     | 2025年                  | スタジオブラン                    |                      |

### 劇場アニメ
| 作品     | 放送年 | アニメーション制作 | 備考 |
| -------- | ------ | ------------------ | ---- |
| 風の大陸 | 1992年 | IGタツノコ         |      |

### OVA
| 作品                                                 | 放送年        | アニメーション制作 | 備考 |
| ---------------------------------------------------- | ------------- | ------------------ | ---- |
| アイドル防衛隊ハミングバード                         | 1993年-1995年 | 葦プロダクション   |      |
| ストレイト・ジャケット                               | 2007年-2008年 | feel.              |      |
| デート・ア・ライブ フラグメント デート・ア・バレット | 2020年        | GEEKTOYS           |      |

## ゲーム

### ドラゴン☆オールスターズ
富士見ファンタジア文庫とドラゴンマガジン15周年記念で発売された、富士見書房の作品を基にしたトレーディングカードゲームである。同シリーズの『Ｆ』からは角川書店の作品も加わった。

### ファンタジア・リビルド
富士見ファンタジア文庫とドラゴンマガジン30周年記念企画のひとつとして製作された、富士見ファンタジア文庫作品のキャラクターが一同に集結するiOS/Android/PC用クロスオーバーRPGである。EXNOA（旧DMM GAMES）とKADOKAWAの合同プロジェクトで、gumiが企画・開発として参画している。2020年12月17日より配信開始。配信に先立ってウェブラジオ番組『ファンタジア・リビルド エンデと理乃の「愛した世界を紡ぐラジオ」』が配信されている。2021年12月17日をもってサービス終了となり、終了後にも「ストーリー」・「イラスト」・「ボイス」を閲覧できるオフライン版の提供もされた。
- ゲームオープニング曲「最後のpiece」 歌：エンデ（CV：古賀葵）、作詞：PA-NON、作曲：黒瀬圭亮、編曲：清水"カルロス"宥人[10]

#### 参加作品一覧
- 空戦魔導士候補生の教官
- ゲーマーズ!
- 鋼殻のレギオス
- スレイヤーズ
- 冴えない彼女の育てかた
- 対魔導学園35試験小隊
- デート・ア・ライブ
- 伝説の勇者の伝説
- 東京レイヴンズ
- ハイスクールDxD
- 棺姫のチャイカ
- フルメタル・パニック!
- ロクでなし魔術講師と禁忌教典
- セイバーマリオネットJ（期間限定）
- これはゾンビですか?（期間限定）
- 甘城ブリリアントパーク（期間限定）
- まぶらほ（期間限定）

#### Webラジオ・動画
ファンタジア・リビルド エンデと理乃の「愛した世界を紡ぐラジオ」
2020年9月1日からタブリエ・コミュニケーションズが運営する音泉でウェブラジオ番組が配信。
最終回は2021年7月23日にYouTube Liveの音泉YouTubeチャンネルで生配信ラジオとして公開収録された後、おまけを加えて2021年8月3日に通常配信された。通常の配信の他に、イベントのKADOKAWAライトノベルEXPO2020で2021年3月6日に出張版が配信。
パーソナリティは古賀葵（エンデ 役）と桑原由気（理乃 役）。全24回（出張版を除く）。
- ゲスト
  - 第2回 - 藤田茜（システィーナ 役『ロクでなし魔術講師と禁忌教典』）
  - 第4回 - 福山潤（ライナ 役『伝説の勇者の伝説』）
  - 第5回 - 山本希望（ミソラ 役『空戦魔導士候補生の教官』）
  - 第6回 - 石見舞菜香（千秋 役『ゲーマーズ！』）
  - 第7回 - 安済知佳（白チャイカ 役『棺姫のチャイカ』）
  - 第8回 - 日笠陽子（リアス・グレモリー 役『ハイスクールDxD』）
  - 第9回 - 井上麻里奈（夜刀神十香 役『デート・ア・ライブ』）
  - 第10回 - 安野希世乃（加藤恵 役 『冴えない彼女の育てかた』）
  - 第11回 - 高垣彩陽（ニーナ 役『鋼殻のレギオス』/フェリス 役『伝説の勇者の伝説』）
  - 第12回 - 野水伊織（ラピス 役『対魔導学園35試験小隊』/リコ 役『空戦魔導士候補生の教官』/四糸乃 役『デート・ア・ライブ』）
  - 第13回 - ゆかな（テレサ・テスタロッサ 役『フルメタル・パニック!』）
  - 第15回 - 緑川光（ゼルガディス 役『スレイヤーズ』）
  - 第16回 - 金元寿子（トモノリ 役『これはゾンビですか？』/天道花憐『ゲーマーズ！』）
  - 第19回 - 豊崎愛生（コン 役『東京レイヴンズ』）
  - 第21回 - 大久保瑠美（亜玖璃 役『ゲーマーズ！』）
  - 第22回 - 加隈亜衣（千斗いすず 役『甘城ブリリアントパーク』/ロスヴァイセ 役『ハイスクールD×D』）
  - 第23回 - 生天目仁美（宮間夕菜 役『まぶらほ」）
  - 出張版 - 竹達彩奈 （塔城小猫 役『ハイスクールD×D」/五河琴里 役『デート・ア・ライブ』）

ファンタジア・リビルド　エンデと理乃の「愛した世界を紡ぐ生配信」
2020年11月23日にYouTube LiveのKADOKAWAanimeチャンネルで行われた、ゲームの事前登録数20万人突破を記念した生配信。
パーソナリティはラジオ同様に古賀葵（エンデ 役）と桑原由気（理乃 役）。ゲストは安野希世乃（加藤恵 役 『冴えない彼女の育てかた』）、宮本侑芽（ルミア＝ティンジェル役『ロクでなし魔術講師と禁忌教典』）

## 公式動画チャンネル
2011年5月9日に開設されたニコニコチャンネル内の富士見書房ファンタジア文庫・ドラゴンブックチャンネルという配信元にて、ドラ生!!（ドラゴンブック関連）・ファンタジア文庫放送局（ファンタジア文庫関連）といった生放送の動画など配信。2018年7月18日のニコニコ生放送以降は、YouTube LiveのKADOKAWAanimeチャンネルでの配信に移行している（視聴期限等はニコ生時代と同一の1週間）。
ファンタジア文庫放送局
ファンタジア文庫放送局は2014年3月25日に開始され、不定期に放送していたが、2014年の夏頃の放送から毎月18日前後に放送日が定まった。2015年1月16日の放送で、それまで製作中だったイメージキャラクターが正式に決定した。青髪がリリア＝イーリス、赤髪がルゼル＝イーリスといい、デザインは三嶋くろねが担当した。特定の作品を特集した情報番組で、進行役はほぼ編集部の面々であるが、作家や、声優を招くこともあった。
2019年5月16日からNOCOによるデザインの竜娘をイメージしたドファーというイメージキャラクターになった。
2020年3月17日放送を最後に番組が不定期配信にリニューアル。